# MBC 연기대상
MBC 연기대상(영어: MBC Drama Awards)은 한 해 동안 MBC 드라마에서 연기를 한 연기자들에게 상을 수여하는 시상식으로, 1974년부터 매년 12월 30일에 개최된다. 1974년에는 MBC 전속 탤런트들에게만 시상을 했지만, 1975년부터 MBC 소속 탤런트뿐만 아니라, 코미디언, 성우까지 시상 범위를 넓혔다. 1974년부터 1976년, 1978년까지는 문화방송 경향신문 통합창사기념식에서 시상을 했지만(1977년에는 연예대상 수상자들이 수상 및 기념공연), 1979년부터 1980년까지는 자체로 시상식을 열고 수상자들이 MBC 송년특집쇼에 출연했다. 1981년, 1982년에는 송년특집쇼에서 시상식과 공연, 장기자랑을 병행했다.
1983년부터 MBC 연기대상을 단독으로 진행했으며, 1991년부터 1994년까지 시상식 명칭이 MBC 방송대상으로 바뀌었다가 1995년부터는 코미디 부문과 라디오 부문 시상식이 분리 신설되어 다시 MBC 연기대상이 되었다. 2011년에는 연기대상을 드라마대상으로 수상하는 MBC 드라마대상으로 시상식 명칭을 교체하였으나 2012년에 다시 MBC 연기대상으로 교체하였다. 2014년부터 2016년까지는 대상을 실시간 문자투표로 뽑았으며 2017년부터 대상은 전문가 및 드라마 평론가의 심사를 통해 선정하고 있다.

## 타이틀 변천사
- 1대: MBC 탤런트연기상 (1974년)
- 2대: MBC 유공연기자 시상식 (1975년)
- 3대: MBC 연기상 (1976년)
- 4대: MBC 최우수연기자 시상식/MBC 연예대상 (1977년)
- 5대: MBC 방송연기상 (1978년 ~ 1982년)
- 6대: MBC 연기대상 (1983년 ~ 1990년)
- 7대: MBC 방송대상 (1991년 ~ 1994년)
- 8대: MBC 연기대상 (1995년 ~ 2010년)
- 9대: MBC 드라마대상 (2011년)
- 10대: MBC 연기대상 (2012년 ~ 현재)

## 시상 부문 (2024년 기준)
- 대상
- 올해의 드라마상
- 최우수연기상
- 우수연기상
- 조연상
- 신인상
- 베스트 커플상
- 베스트 캐릭터상
- 베스트 액터상
- 공로상

## 역대 대상 수상자
1974년부터 시상을 시작해 1984년까지는 최우수상(또는 주연상)이 대상격이었다. 그리고 1983년부터 연기대상이라는 시상식이 개최되기 시작했고 1985년부터 '대상'이 있는 것으로 보인다.(출처)

### 1984년 이전
| 회차   | 부문                          | 수상자        | 출연작                                          | 출처 |
| ------ | ----------------------------- | ------------- | ----------------------------------------------- | ---- |
| 1974년 | 최우수연기상                  | 최불암 김혜자 | 강남가족                                        |      |
| 1975년 | MBC배 탤런트부문 최우수연기상 | 전운 정혜선   | 효자문 갈대                                     |      |
| 1976년 | 텔런트부문 최우수연기상       | 김무생 김자옥 | 집념, 사미인곡 쇠랑산 처녀                      |      |
| 1977년 | 텔런트부문 최우수연기상       | 이정길 이효춘 | -                                               |      |
| 1977년 | 대상                          | 최불암        | -                                               |      |
| 1978년 | TV부문 주연상                 | 이정길 김혜자 | 뜨거운 손 당신                                  |      |
| 1979년 | TV부문 주연상                 | 오지명 정혜선 | 엄마, 아빠 좋아 113 수사본부 - 남과 북의 두아들 |      |
| 1980년 | TV부문 주연상                 | 최불암 김영란 |                                                 |      |
| 1981년 | TV부문 최우수상               | 조경환 김영란 | 호랑이선생님 교동마님                           |      |
| 1982년 | TV부문 주연상                 | 박규채 이미숙 | 제1공화국, 공주갑부 김갑순 여인열전 - 장희빈    |      |
| 1983년 | TV부문 최우수상               | 정혜선        | 간난이                                          |      |
| 1984년 | 드라마부문 최우수상           | 정애리 원미경 | 사랑과 진실                                     |      |

### 1985년 이후
| 회차                                       | 수상자        | 출연작                         |
| ------------------------------------------ | ------------- | ------------------------------ |
| 1985년                                     | 김용림        | 억새풀, 영웅시대               |
| 1986년                                     | 김수미        | 전원일기, 남자의 계절          |
| 1987년                                     | 이덕화        | 사랑과 야망                    |
| 1988년                                     | 김혜자        | 모래성, 전원일기               |
| 1989년                                     | 원미경        | 행복한 여자                    |
| 1990년                                     | 고두심        | 춤추는 가얏고, 전원일기        |
| MBC 방송대상                               |               |                                |
| 1991년                                     | 김희애        | 산너머 저쪽, 이별의 시작       |
| 1992년                                     | 김혜자        | 사랑이 뭐길래, 전원일기        |
| 1993년                                     | 김희애        | 아들과 딸, 폭풍의 계절         |
| 1994년                                     | 채시라        | 서울의 달, 아들의 여자         |
| MBC 연기대상                               |               |                                |
| 1995년                                     | 채시라        | 아들의 여자, 아파트, 최승희    |
| 1996년                                     | 김혜수        | 짝, 사과꽃 향기                |
| 1997년                                     | 최진실        | 별은 내 가슴에, 그대 그리고 나 |
| 1998년                                     | 김지수        | 보고 또 보고                   |
| 1999년                                     | 김혜자        | 장미와 콩나물                  |
| 2000년                                     | 전광렬        | 허준                           |
| 2001년                                     | 차인표        | 그 여자네 집                   |
| 2002년                                     | 장서희        | 인어 아가씨                    |
| 2003년                                     | 이영애        | 대장금                         |
| 2004년                                     | 고두심        | 한강수타령                     |
| 2005년                                     | 김선아        | 내 이름은 김삼순               |
| 2006년                                     | 송일국        | 주몽                           |
| 2007년                                     | 배용준        | 태왕사신기                     |
| 2008년                                     | 김명민 송승헌 | 베토벤 바이러스 에덴의 동쪽    |
| 2009년                                     | 고현정        | 선덕여왕                       |
| 2010년                                     | 김남주 한효주 | 역전의 여왕 동이               |
| MBC 드라마대상                             |               |                                |
| 2011년                                     | 드라마대상    | 최고의 사랑                    |
| MBC 연기대상                               |               |                                |
| 2012년                                     | 조승우        | 마의                           |
| 2013년                                     | 하지원        | 기황후                         |
| MBC 연기대상 (시청자들의 문자 투표로 시상) |               |                                |
| 2014년                                     | 이유리        | 왔다! 장보리                   |
| 2015년                                     | 지성          | 킬미 힐미                      |
| 2016년                                     | 이종석        | W                              |
| MBC 연기대상                               |               |                                |
| 2017년                                     | 김상중        | 역적 : 백성을 훔친 도적        |
| 2018년                                     | 소지섭        | 내 뒤에 테리우스               |
| 2019년                                     | 김동욱        | 특별근로감독관 조장풍          |
| 2020년                                     | 박해진        | 꼰대인턴                       |
| 2021년                                     | 남궁민        | 검은 태양                      |
| 2022년                                     | 이종석        | 빅마우스                       |
| 2023년                                     | 남궁민        | 연인                           |
| 2024년                                     | 한석규        | 이토록 친밀한 배신자           |

## 역대 부문별 수상자

### 1970년대 연기대상
| 부문       | 수상자               | 출연작                   | 출처 |
| ---------- | -------------------- | ------------------------ | ---- |
| 우수연기상 | 김상순 박원숙 김영애 | 수사반장 수선화 강남가족 |      |
| 신인연기상 | 유인촌 박정수        |                          |      |
| 특별상     | 박규채 정애란        |                          |      |

| 부문                            | 수상자                                      | 출연작                    | 출처 |
| ------------------------------- | ------------------------------------------- | ------------------------- | ---- |
| MBC배 코미디언부문 최우수연기상 | 구봉서 김희자                               | 부부만세 웃으면 복이 와요 |      |
| MBC배 성우부문 최우수연기상     | 김성겸 고은정                               |                           |      |
| MBC배 탤런트부문 우수연기상     | 이대근 김자옥                               | 갈대 신부일기             |      |
| MBC배 성우부문 신인연기상       | 김기현 송도영                               |                           |      |
| MBC배 탤런트부문 신인연기상     | 현석 고두심                                 | 신부일기 밀물             |      |
| 공로상                          | 김현직 (성우) 유기현 (성우) 이영후 (탤런트) | 전설따라 삼천리           |      |

| 부문                      | 수상자        | 출연작 | 출처 |
| ------------------------- | ------------- | ------ | ---- |
| 코미디언부문 최우수연기상 | 배삼룡 권귀옥 |        |      |
| 성우부문 최우수연기상     | 정승현 나문희 |        |      |
| CM성우부문 최우수연기상   | 김순자        |        |      |
| 탤런트부문 우수연기상     | 이정길 김윤경 |        |      |
| 탤런트부문 신인연기상     | 한인수 오미연 |        |      |
| 성우부문 신인연기상       | 김용식 강미   |        |      |
| 아역상                    | 홍종현        |        |      |
| 공로상                    | 이영달        |        |      |

| 부문                      | 수상자               | 출연작 | 출처 |
| ------------------------- | -------------------- | ------ | ---- |
| 코미디언부문 최우수연기상 | 이기동 김희숙        |        |      |
| 성우부문 최우수연기상     | 황일청 김석옥        |        |      |
| 탤런트부문 우수상         | 이계인 남능미        |        |      |
| 탤런트부문 신인상         | 김호성 김동현 김보연 |        |      |
| 탤런트부문 아역상         | 박종범               |        |      |
| 라디오 공로상             | 임국희               |        |      |

1977년도에는 ‘연예대상’ 수상자를 분야별(가수, 배우, 코미디언, 탤런트)로 10명씩 40명을 수상자로 선정하고 그 중에서 1명을 뽑아 대상을 수여했다.  탤런트/영화배우/코미디언 부문의 수상자는 다음과 같다.
- 남자 탤런트 : 김무생, 이정길, 전운, 최불암(대상), 현석
- 여자 탤런트 : 김보연, 김혜자, 이효춘, 김자옥, 정혜선
- 남자 영화배우 : 신성일, 박노식, 김진규, 신영일, 이승현
- 여자 영화배우 : 윤미라, 고은아, 한유정, 임예진, 김영란
- 남자 코미디언 : 구봉서, 배삼룡, 이기동, 이대성, 신소걸
- 여자 코미디언 : 권귀옥, 김희숙, 양윤희, 이순주, 최경자

| 부문              | 수상자                      | 출연작                                   | 출처 |
| ----------------- | --------------------------- | ---------------------------------------- | ---- |
| 라디오부문 주연상 | 김현직 최선자               | 왕비열전 그림자                          |      |
| TV부문 조연상     | 임현식 김용림               | 당신 정부인                              |      |
| 라디오부문 조연상 | 한규희 김은영               | 그림자 코리아에서 왔읍니다               |      |
| TV부문 신인상     | 이원용 한미영               | 미소                                     |      |
| 라디오부문 신인상 | 탁재인 김진숙               | 형사반장 고백                            |      |
| TV부문 특별상     | 황일청 박상규 이령옥 신소걸 | 도망자로간 이밤을즐겁게 웃으면 복이 와요 |      |
| 라디오부문 특별상 | 이범수 박인희               | CM녹음 FM 박인희와 함께                  |      |
| TV부문 아역상     | 손창민                      | X 수색대                                 |      |
| 라디오부문 공로상 | 김세원                      | 김세원이에요                             |      |

| 부문              | 수상자                      | 출연작                                             | 출처 |
| ----------------- | --------------------------- | -------------------------------------------------- | ---- |
| 라디오부문 주연상 | 최낙천 송도영               | 그림자 오오사까의 별들 꽃바람 봄바람               |      |
| TV부문 조연상     | 홍성민 김영옥               | 8.15 특집극 한국인 행복을 팝니다                   |      |
| 라디오부문 조연상 | 나성균 한영숙               | 김세원이에요 하꼬네에서 온 편지                    |      |
| TV부문 신인상     | 임정하                      | 당신은 누구시길래                                  |      |
| 라디오부문 신인상 | 김태훈 김순선               | 유기현의 삼국지 행복을 파는 여자                   |      |
| TV부문 특별상     | 박성미 이택림 정희선        | 어린이 연속극 우주탐험대 노래의 메아리 초원의 집   |      |
| 라디오부문 특별상 | 이상용 이수만 배삼룡 정병옥 | 뽀빠이 아저씨 이수만의 10시에 만나요 그시절 그노래 |      |
| TV부문 공로상     | 김상순                      |                                                    |      |

### 1980년대 연기대상
| 부문              | 수상자        | 출연작 | 출처 |
| ----------------- | ------------- | ------ | ---- |
| 라디오부문 주연상 | 박일 김영옥   |        |      |
| TV부문 조연상     | 손창호 고두심 |        |      |
| 라디오부문 조연상 | 김기현 최방란 |        |      |
| TV부문 신인상     | 길용우 조한려 |        |      |
| 특별상            | 이영달        |        |      |
| 아역상            | 신민경        |        |      |
| 공로상            | 최대복(악단)  |        |      |

| 부문                | 수상자                                                | 출연작                                         | 출처 |
| ------------------- | ----------------------------------------------------- | ---------------------------------------------- | ---- |
| 라디오부문 최우수상 | 한규희 김자옥                                         | 사랑의 계절                                    |      |
| TV부문 우수상       | 이영후 김수미                                         | 제1공화국 전원일기                             |      |
| 라디오부문 우수상   | 김용식 홍승옥                                         | 입지열전 보통사람들                            |      |
| TV부문 신인상       | 이미지(드라마) 김명덕(코미디)                         | 여인열전 - 장희빈 폭소대작전                   |      |
| 라디오부문 신인상   | 김명수 김성란                                         | 그림자 일요소설                                |      |
| TV부문 특별상       | 배연정(코미디) 왕영은(교양) 김은영(더빙) 황치훈(아역) | 웃으면 복이 와요 뽀뽀뽀 초원의 집 호랑이선생님 |      |

| 부문                  | 수상자                                            | 출연작                                            | 출처 |
| --------------------- | ------------------------------------------------- | ------------------------------------------------- | ---- |
| 라디오부문 주연상     | 김기현 유명옥                                     | 김일성 그는 누구인가 종합상사-자카르타의 밀람작전 |      |
| TV부문 조연상         | 변희봉 오미연                                     |                                                   |      |
| 라디오부문 조연상     | 이도련 우문희                                     |                                                   |      |
| TV부문 신인상(코미디) | 이홍렬                                            |                                                   |      |
| TV부문 신인상(탤런트) | 윤순홍 이혜숙                                     |                                                   |      |
| 라디오부문 신인상     | 이인성 기경옥                                     |                                                   |      |
| TV부문 특별상         | 정애자(코미디) 이종안(MC) 박일(더빙) 양진영(아역) |                                                   |      |
| 라디오부문 특별상     | 이주일(오락) 차성혜(MC)                           |                                                   |      |
| TV부문 공로상         | 원동균(합창단 단장)                               |                                                   |      |
| 라디오부문 공로상     | 변승택(라디오전속악단)                            |                                                   |      |

| 부문                | 수상자                                                                            | 출연작                                            | 출처 |
| ------------------- | --------------------------------------------------------------------------------- | ------------------------------------------------- | ---- |
| 라디오부문 최우수상 | 임국희(MC)                                                                        |                                                   |      |
| TV부문 우수상       | 한인수 나문희                                                                     |                                                   |      |
| 라디오부문 우수상   | 김태훈(성우) 한경애(DJ)                                                           |                                                   |      |
| TV부문 신인상       | 임영규(드라마) 최명길(드라마) 최병서(코미디) 김혜영(코미디)                       | 3840 유격대 황진이                                |      |
| TV부문 특별상       | 배일집(코미디) 김영하(코미디) 김병조(코미디) 이덕화(쇼) 김수양(아역) 김수용(아역) | 웃으면 복이와요 일요일 밤의 대행진 쇼 2000 간난이 |      |
| 라디오부문 특별상   | 윤정건(작가) 서세원(DJ) 송도순(성우DJ) 김수희(CM성우)                             |                                                   |      |
| TV부문 공로상       | 김경란(안무)                                                                      |                                                   |      |
| 라디오부문 공로상   | 김기성(성우)                                                                      |                                                   |      |

| 부문     | 수상자 | 출연작                                       | 출처 |
| -------- | --- | -------------------------------------------- | ---- |
| 최우수상 | 이용식(코미디) 박상규(MC) | 사랑과 진실 뽀뽀뽀                           |      |
| 우수상   | 임채무(드라마) 고두심(드라마) 강석(코미디) 배연정(코미디) 양용(MC) 오미희(MC)                                                                               |                                              |      |
| 신인상   | 최상훈(드라마) 황신혜(드라마) 조정현(코미디) 김보화(코미디) 길은정(MC)                                                                                      | 사랑과 진실 애처일기 청춘만만세 뽀뽀뽀       |      |
| 특별상   | 정진(드라마) 정상철(드라마) 임종국(드라마) 서영춘(코미디) 조동희(작가) 김종중(MC) 최병학(더빙) 이영식(성우) 기경옥(성우) 오홍명(DJ) 이항렬(DJ) 염효정(아역) | 설중매 동토의 왕국 일요일 밤의 대행진 뽀뽀뽀 |      |
| 공로상   | 이웅주(악단) 곽대홍(성우) |                                              |      |

| 부문                  | 수상자                                                                                           | 출연작                  | 출처 |
| --------------------- | ------------------------------------------------------------------------------------------------ | ----------------------- | ---- |
| 탤런트부문 최우수상   | 임채무 김수미                                                                                    | 아빠 우리 아빠 전원일기 |      |
| 코미디언부문 최우수상 | 김병조                                                                                           | 청춘행진곡              |      |
| 라디오부문 최우수상   | 이주일                                                                                           |                         |      |
| 탤런트부문 우수상     | 길용우 최명길                                                                                    | 억새풀 남자의 계절      |      |
| 코미디언부문 우수상   | 이규혁 김혜영                                                                                    |                         |      |
| 라디오부문 우수상     | 이문세 맹경순                                                                                    | 별이 빛나는 밤에        |      |
| 탤런트부문 신인상     | 정성모 허윤정 강석란                                                                             |                         |      |
| 코미디언부문 신인상   | 박세민 김복배                                                                                    |                         |      |
| TV부문 특별상         | 최봉 한은진 김정수(작가) 정동석(코미디구성작가) 한복선(요리연구가) 김현직(외화더빙) 송지나(작가) |                         |      |
| 라디오부문 특별상     | 엄정행(성악가) 최영섭(지휘자) 오혜숙(성우)                                                       |                         |      |
| 공로상                | 장익환(MBC관현악단지휘자) 김춘방(성우)                                                           |                         |      |

| 부문                       | 수상자 | 출연작                             | 출처 |
| -------------------------- | ------ | ---------------------------------- | ---- |
| 드라마 부문 남자 최우수상  | 유인촌 | 첫사랑, 전원일기                   |      |
| 드라마 부문 여자 최우수상  | 김윤경 | 풀잎마다 이슬                      |      |
| 코미디 부문 남자 최우수상  | 이주일 | 일요일밤의 대행진, 청춘만만세      |      |
| 코미디 부문 여자 최우수상  | 김영하 | 일요일밤의 대행진, 청춘만만세      |      |
| 드라마 부문 남자 우수상    | 송기윤 | 겨울꽃, 전원일기                   |      |
| 드라마 부문 여자 우수상    | 황신혜 | 첫사랑                             |      |
| 코미디 부문 남자 우수상    | 이홍렬 | 일요일밤의 대행진, 청춘만만세      |      |
| 코미디 부문 여자 우수상    | 김보화 | 일요일밤의 대행진, 청춘만만세      |      |
| 드라마 부문 남자 신인상    | 김주승 | 첫사랑, 조선왕조 오백년 - 남한산성 |      |
| 드라마 부문 여자 신인상    | 김도연 | 갯마을, 조선왕조 오백년 - 남한산성 |      |
| 코미디 부문 남자 신인상    | 이경규 | 일요일밤의 대행진, 청춘만만세      |      |
| 코미디 부문 여자 신인상    | 한월순 | 청춘만만세                         |      |
| 라디오 MC 부문 최우수상    | 서유석 | 푸른신호등                         |      |
| 라디오 성우 부문 우수상    | 박소현 |                                    |      |
| 라디오 MC 부문 우수상      | 이상벽 | 정오의 희망곡                      |      |
| 라디오 CM 성우 부문 특별상 | 송은주 |                                    |      |
| 라디오 MC 부문 특별상      | 방희덕 | 음악과 인생                        |      |
| 라디오 작가 부문 특별상    | 김광휘 |                                    |      |
| 특별상                     | 김선익 |                                    |      |
| TV 성우 부문 특별상        | 김기현 |                                    |      |
| TV 작가 부문 특별상        | 박명성 |                                    |      |
| TV 코미디 부문 특별상      | 구봉서 | 일요일밤의 대행진                  |      |
| 드라마 아역 부문 특별상    | 이건주 | 한지붕 세가족                      |      |
| TV 드라마 부문 특별상      | 정애란 | 전원일기                           |      |
| TV 부문 공로상             | 김양근 |                                    |      |
| 라디오 부문 공로상         | 강신철 |                                    |      |

| 부문                        | 수상자        | 출연작                            | 출처 |
| --------------------------- | ------------- | --------------------------------- | ---- |
| 드라마부문 최우수상         | 이영후 남성훈 | 산하, 인간시장 사랑과 야망        |      |
| 드라마 부문 여자 최우수상   | 차화연        | 사랑과 야망                       |      |
| 코미디 부문 남자 최우수상   | 배일집        | 일요일밤의 대행진                 |      |
| 코미디 부문 여자 최우수상   | 김보화        | 일요일밤의 대행진, 청춘 만만세    |      |
| 드라마 부문 남자 우수상     | 임현식        | 한지붕 세가족                     |      |
| 드라마 부문 여자 우수상     | 남능미 김청   | 사랑과 야망                       |      |
| 코미디 부문 남자 우수상     | 서세원        | 일요일밤의 대행진                 |      |
| 코미디 부문 여자 우수상     | 김혜영        | 청춘만만세                        |      |
| 드라마 부문 남자 신인상     | 박찬환        | 도시의 얼굴                       |      |
| 드라마 부문 여자 신인상     | 안명숙 박순애 | 사랑과 야망 도시의 얼굴           |      |
| 코미디 부문 남자 신인상     | 황기순        | 청춘 만만세                       |      |
| 코미디 부문 여자 신인상     | 이현주        | 청춘 만만세, 일요일밤의 대행진    |      |
| 라디오 부문 최우수상        | 이문세        | 별이 빛나는 밤에                  |      |
| 라디오 부문 우수상          | 이수만        | 팝스 투나잇                       |      |
| 성우 부문 신인상            | 성유진        |                                   |      |
| 성우, 외화 녹음 부문 특별상 | 정승현        |                                   |      |
| 라디오 MC 부문 특별상       | 차양숙        |                                   |      |
| TV MC 부문 특별상           | 이택림        | 노래의 메아리                     |      |
| TV 작가 부문 특별상         | 윤대성        | 한지붕 세가족, MBC 베스트셀러극장 |      |
| 라디오 작가 부문 특별상     | 장상욱        |                                   |      |
| 외화 번역 부문 특별상       | 홍기만        |                                   |      |
| 코미디 부문 특별상          | 한무          |                                   |      |
| 아역 탤런트 부문 특별상     | 최정화 이종민 |                                   |      |

| 부문                      | 수상자               | 출연작                                       | 출처 |
| ------------------------- | -------------------- | -------------------------------------------- | ---- |
| 드라마 부문 남자 최우수상 | 김상순               | 세여인, 수사반장                             |      |
| 드라마 부문 여자 최우수상 | 전인화               | 인현왕후                                     |      |
| 코미디 부문 남자 최우수상 | 서세원               | 일요일밤의 대행진, 청춘행진곡                |      |
| 코미디 부문 여자 최우수상 | 김혜영               | 일요일밤의 대행진                            |      |
| 드라마 부문 남자 우수상   | 심양홍               | 한지붕 세가족                                |      |
| 드라마 부문 여자 우수상   | 이휘향               | 내일 잊으리, 그것은 우리도 모른다, 푸른 계절 |      |
| 코미디 부문 남자 우수상   | 최병서               | 일요일밤의 대행진                            |      |
| 코미디 부문 여자 우수상   | 이현주               | 청춘행진곡                                   |      |
| 드라마 부문 남자 신인상   | 박상원               | 인간시장, 우리 읍내                          |      |
| 드라마 부문 여자 신인상   | 견미리               | 인현왕후, 도시의 흉년                        |      |
| 코미디 부문 남자 신인상   | 김상호               | 일요일밤의 대행진                            |      |
| 코미디 부문 여자 신인상   | 박미선               | 청춘행진곡, 일요일밤의 대행진                |      |
| 라디오 부문 최우수상      | 이종환               | 밤의 디스크쇼                                |      |
| 라디오 부문 우수상        | 강석 김진숙          | 싱글벙글쇼                                   |      |
| 라디오 MC 부문 특별상     | 최명길               | 0시의 데이트                                 |      |
| 라디오 성우 부문 특별상   | 이승환               |                                              |      |
| TV MC 부문 특별상         | 이상벽               |                                              |      |
| TV 외화 성우 부문 특별상  | 송도영               |                                              |      |
| 드라마 작가 부문 특별상   | 김운경               |                                              |      |
| 라디오 작가 부문 특별상   | 박경덕               |                                              |      |
| TV 구성작가 부문 특별상   | 조춘희 임정연        |                                              |      |
| TV 드라마 부문 특별상     | 故 나정옥            |                                              |      |
| 라디오 부문 공로상        | 최영섭 엄정행 백형두 |                                              |      |
| TV 부문 공로상            | 박상조 강선화 권기남 |                                              |      |

| 부문                         | 수상자        | 출연작                                           | 출처 |
| ---------------------------- | ------------- | ------------------------------------------------ | ---- |
| 드라마 부문 남자 최우수상    | 임현식        | 한지붕 세가족, 제5열                             |      |
| 드라마 부문 여자 최우수상    | 김희애        | 내일 잊으리, 당신의 축배                         |      |
| 코미디 부문 남자 최우수상    | 이규혁        | 일요일 일요일 밤에, MBC 코미디극장, 아하! 복동네 |      |
| 코미디 부문 여자 최우수상    | 배연정        | 일요일 일요일 밤에, MBC 코미디극장, 아하! 복동네 |      |
| 드라마 부문 남자 우수상      | 조형기        | 완장                                             |      |
| 드라마 부문 여자 우수상      | 한애경        | 완장, 대도전                                     |      |
| 코미디 부문 남자 우수상      | 주병진        | 일요일 일요일 밤에                               |      |
| 코미디 부문 여자 우수상      | 정재윤        | 청춘행진곡, 일요일 일요일 밤에                   |      |
| 드라마 부문 남자 신인상      | 문용민        | 행복한 여자                                      |      |
| 드라마 부문 여자 신인상      | 차주옥        | 한지붕 세가족, MBC TV 피처 - 아담의 초상         |      |
| 코미디 부문 남자 신인상      | 배영만        | 일요일 일요일 밤에, 청춘행진곡                   |      |
| 코미디 부문 여자 신인상      | 이옥주        | 청춘행진곡, 아하! 복동네, 일요일 일요일 밤에     |      |
| 라디오 부문 최우수상         | 김기덕        | 두시의 데이트                                    |      |
| 라디오 부문 우수상           | 탁재인        |                                                  |      |
| TV MC 부문 특별상            | 이상용        | 우정의 무대                                      |      |
| TV 작가 부문 특별상          | 주찬옥 이상현 | 천사의 선택, 스타탄생 제2공화국                  |      |
| TV 드라마 연기자 부문 특별상 | 이진수        | 제2공화국                                        |      |
| TV 드라마 아역 부문 특별상   | 이잎새 서정민 | 스타탄생                                         |      |
| 신인 MC 부문 특별상          | 김연주        |                                                  |      |
| 라디오 리포터 부문 특별상    | 윤혜성        |                                                  |      |
| 외화 더빙 부문 특별상        | 한규희        |                                                  |      |
| 라디오 드라마 부문 특별상    | 차부안        |                                                  |      |
| 라디오 작가 부문 특별상      | 이영신        | 격동 30년                                        |      |
| TV 연기 부문 공로상          | 수사반장 팀   | 수사반장                                         |      |
| TV 예술 부문 공로상          | 신동헌        |                                                  |      |
| 라디오 DJ 부문 공로상        | 임국희        |                                                  |      |
| 전속단 부문 공로상           | 홍영선        |                                                  |      |

### 1990년대 연기대상
| 부문                      | 수상자        | 출연작                     | 출처 |
| ------------------------- | ------------- | -------------------------- | ---- |
| 드라마 부문 남자 최우수상 | 박규채        | 그 여자                    |      |
| 드라마 부문 여자 최우수상 | 최명길        | 그 여자                    |      |
| 코미디 부문 최우수상      | 주병진        | 일요일 일요일 밤에         |      |
| 드라마 부문 남자 우수상   | 박인환        | 몽실언니, 추억 여행        |      |
| 드라마 부문 여자 우수상   | 하희라        | 여자는 무엇으로 사는가     |      |
| 코미디 부문 남자 우수상   | 정재환        | 청춘행진곡                 |      |
| 코미디 부문 여자 우수상   | 박미선        | 청춘행진곡                 |      |
| 드라마 부문 남자 신인상   | 홍학표        | 우리들의 천국              |      |
| 드라마 부문 여자 신인상   | 오연수 이경아 | 춤추는 가얏고 마당 깊은 집 |      |
| 코미디 부문 남자 신인상   | 이재포        | 청춘행진곡                 |      |
| 코미디 부문 여자 신인상   | 이경실        | 청춘행진곡                 |      |
| 라디오 부문 최우수상      | 강석 김혜영   | 싱글벙글쇼                 |      |
| 라디오 성우 부문 우수상   | 김종성        |                            |      |
| 라디오 MC 부문 우수상     | 최주봉 김미숙 | 가요중계실 음악살롱        |      |
| TV 외화 더빙 부문 특별상  | 박기량        |                            |      |
| TV MC 부문 특별상         | 이덕화        | 토요일 토요일은 즐거워     |      |
| TV 작가 부문 특별상       | 박진숙 홍하상 | 그 여자 생방송 여론광장    |      |
| TV 드라마 부문 특별상     | 임은지        | 몽실언니                   |      |
| TV 코미디 부문 특별상     | 배일집 정애자 |                            |      |
| 라디오 MC 부문 특별상     | 이윤연 장천익 | 홈런출발 우리들의 합창     |      |
| 라디오 리포터 부문 특별상 | 민성희        | 교통정보                   |      |
| 라디오 부문 공로상        | 황문주        | MBC 라디오 전속 악단장     |      |
| TV 부문 공로상            | 작은별가족    |                            |      |
| 작가 부문 공로상          | 신봉승        | 조선왕조 오백년            |      |

| 부문                      | 수상자                             | 출연작 | 출처 |
| ------------------------- | ---------------------------------- | --- | ---- |
| 드라마 부문 남자 최우수상 | 최재성                             | 여명의 눈동자                                                                                               |      |
| 드라마 부문 여자 최우수상 | 채시라                             | 여명의 눈동자                                                                                               |      |
| 코미디 부문 최우수상      | 이경규 최병서                      | 일요일 일요일 밤에                                                                                          |      |
| 드라마 부문 남자 우수상   | 최수종                             | 춘사 나운규, 행복어사전                                                                                     |      |
| 드라마 부문 여자 우수상   | 배종옥                             | 행복어사전                                                                                                  |      |
| 코미디 부문 남자 우수상   | 김창준                             | 일요일 일요일 밤에                                                                                          |      |
| 코미디 부문 여자 우수상   | 이경실                             | 일요일 일요일 밤에                                                                                          |      |
| 드라마 부문 남자 신인상   | 정명환                             | 여명의 눈동자                                                                                               |      |
| 드라마 부문 여자 신인상   | 음정희                             | 우리들의 천국, 이별의 시작                                                                                  |      |
| 코미디 부문 남자 신인상   | 서승만                             | 일요일 일요일 밤에                                                                                          |      |
| 코미디 부문 여자 신인상   | 신경숙                             | |      |
| 라디오 부문 최우수상      | 주병진 노사연                      | 주병진, 노사연의 100분쇼                                                                                    |      |
| 라디오 부문 남자 우수상   | 이성                               | |      |
| 라디오 부문 여자 우수상   | 양희경                             | |      |
| TV MC 부문 특별상         | 이택림 황인용                      | 여러분의 인기가요 세상사는 이야기                                                                           |      |
| 코미디 부문 특별상        | 남보원                             | 타슈켄트 위문공연                                                                                           |      |
| 라디오 리포터 부문 특별상 | 조재호 강지연                      | |      |
| 작가 부문 특별상          | 최성실 심영식 구자형               | |      |
| 성우 부문 특별상          | 박소현                             | |      |
| TV 편집작가 부문 공로상   | 조인형                             | |      |
| 조명기사 부문 공로상      | 송문섭                             | |      |
| TV 구성작가 부문 공로상   | 이보형                             | |      |
| 라디오 MC 부문 공로상     | 박규채                             | |      |
| 특별 공로상               | 김수현 최불암 김혜자 구봉서 류기현 | 사랑이 뭐길래 외 다수 드라마 수사반장•전원일기 등 전원일기•사랑이 뭐길래 등 웃으면 복이와요 전설따라 삼천리 |      |

| 부문                       | 수상자 | 출연작                              | 출처 |
| -------------------------- | ------ | ----------------------------------- | ---- |
| 드라마 부문 남자 최우수상  | 최수종 | 도시인, 질투                        |      |
| 드라마 부문 여자 최우수상  | 최진실 | 질투, 약속                          |      |
| 코미디 부문 남자 최우수상  | 이경규 | 일요일 일요일 밤에                  |      |
| 드라마 부문 남자 우수상    | 최민수 | 사랑이 뭐길래                       |      |
| 드라마 부문 여자 우수상    | 하희라 | 사랑이 뭐길래, 억새 바람            |      |
| 코미디 부문 남자 우수상    | 김상호 | 웃으면 복이와요                     |      |
| 드라마 부문 남자 신인상    | 김찬우 | 우리들의 천국, 사랑이 뭐길래        |      |
| 드라마 부문 여자 신인상    | 곽진영 | 아들과 딸                           |      |
| 코미디 부문 신인상         | 이영자 | 웃으면 복이와요, 일요일 일요일 밤에 |      |
| 라디오 부문 최우수상       | 김보화 |                                     |      |
| 라디오 부문 남자 우수상    | 윤상   | 윤상의 밤의 디스크쇼                |      |
| 라디오 부문 여자 우수상    | 길은정 |                                     |      |
| TV 남자 MC 부문 특별상     | 임백천 | 특종 TV 연예                        |      |
| TV 여자 MC 부문 특별상     | 김연주 |                                     |      |
| TV 아역 탤런트 부문 특별상 | 이대원 |                                     |      |
| TV 코미디 부문 특별상      | 최병서 | 웃으면 복이와요                     |      |
| 라디오 성우 부문 특별상    | 이종오 |                                     |      |
| 라디오 효과 부문 특별상    | 이춘화 |                                     |      |
| 라디오 작가 부문 특별상    | 조상만 |                                     |      |
| TV 녹음 부문 공로상        | 최대림 |                                     |      |
| TV 작곡/편곡 부문 공로상   | 조우현 |                                     |      |
| 라디오 민요 부문 공로상    | 이보형 |                                     |      |
| 라디오 성우 부문 공로상    | 고은정 |                                     |      |

| 부문                        | 수상자                      | 출연작                                                                      |
| --------------------------- | --------------------------- | --------------------------------------------------------------------------- |
| 드라마 부문 남자 최우수상   | 최수종                      | 아들과 딸, 파일럿                                                           |
| 드라마 부문 여자 최우수상   | 채시라 최진실               | 아들과 딸, 파일럿 폭풍의 계절                                               |
| 코미디 부문 남자 최우수상   | 이홍렬                      | 웃으면 복이와요                                                             |
| 코미디 부문 여자 최우수상   | 이경실                      | 웃으면 복이와요                                                             |
| 드라마 부문 남자 우수상     | 임성민                      | 폭풍의 계절                                                                 |
| 드라마 부문 여자 우수상     | 고현정                      | 엄마의 바다                                                                 |
| 코미디 부문 남자 우수상     | 이휘재                      | 오늘은 좋은날                                                               |
| 코미디 부문 여자 우수상     | 김성은                      | 웃으면 복이와요                                                             |
| 드라마 부문 남자 신인상     | 한석규                      | 아들과 딸, 파일럿, 한지붕 세가족                                            |
| 드라마 부문 여자 신인상     | 고소영                      | 엄마의 바다                                                                 |
| 코미디 부문 신인상          | 서경석 이윤석               | 일요일 일요일 밤에                                                          |
| 라디오 부문 최우수상        | 손숙 김승현                 | 여성시대                                                                    |
| 라디오 부문 남자 우수상     | 배철수                      | 배철수의 음악캠프                                                           |
| 라디오 부문 여자 우수상     | 김현주                      | FM 모닝쇼                                                                   |
| TV 아역 탤런트 부문 특별상  | 정준                        | 사춘기                                                                      |
| TV 구성작가 부문 특별상     | 송미현                      | PD수첩 구성작가                                                             |
| TV 성우 부문 특별상         | 서영애                      | 베벌리 힐스 아이들 성우                                                     |
| TV 코미디언 부문 특별상     | 임하룡                      | 오늘은 좋은날                                                               |
| TV 드라마 부문 특별상       | 김정수                      | 엄마의 바다                                                                 |
| TV 탤런트 부문 특별상       | 독고영재                    | 엄마의 바다                                                                 |
| TV MC 부문 특별상           | 허수경 이문세               | 선택! 토요일이 좋다 일요일 일요일 밤에                                      |
| 라디오 방송작가 부문 특별상 | 박금선                      | MBC 여성시대 작가                                                           |
| 라디오 리포터 부문 특별상   | 박경미                      | 푸른신호등 리포터                                                           |
| 공로상                      | 정영삼 서은하 함왕탁 윤기현 | 한국민속촌 회장 MBC 예술단 무용단 단장 MBC 전식담당자 MBC 바둑제왕전 해설자 |

| 부문                        | 수상자                      | 출연작                                      |
| --------------------------- | --------------------------- | ------------------------------------------- |
| 드라마 부문 남자 최우수상   | 한석규                      | 서울의 달, 까레이스키                       |
| 드라마 부문 여자 최우수상   | 윤미라                      | 서울의 달                                   |
| 코미디 부문 남자 최우수상   | 이휘재                      | 일요일 일요일 밤에                          |
| 코미디 부문 여자 최우수상   | 이경실                      | 오늘은 좋은날                               |
| 드라마 부문 남자 우수상     | 이재룡                      | 종합병원                                    |
| 드라마 부문 여자 우수상     | 신은경                      | 종합병원                                    |
| 코미디 부문 우수상          | 강호동                      | 오늘은 좋은날                               |
| 드라마 부문 남자 신인상     | 차인표                      | 사랑을 그대 품안에, 까레이스키, 아들의 여자 |
| 드라마 부문 여자 신인상     | 심은하                      | 마지막 승부, M, 여울목                      |
| 코미디 부문 남자 신인상     | 홍기훈                      | 일요일 일요일 밤에                          |
| 코미디 부문 여자 신인상     | 서춘화                      | 오늘은 좋은날                               |
| 라디오 부문 최우수상        | 최명길                      | 최명길의 음악살롱                           |
| 라디오 부문 남자 우수상     | 전유성 정원관               | 전유성, 정원관의 특급작전                   |
| 라디오 부문 여자 우수상     | 심수봉                      | 심수봉의 트로트 가요앨범                    |
| TV MC 부문 특별상           | 김승현                      | 토요일 토요일은 즐거워                      |
| TV 드라마 작가 부문 특별상  | 최완규                      | 종합병원                                    |
| TV 교양 작가 부문 특별상    | 이근수                      |                                             |
| TV 외화더빙 부문 특별상     | 이인성                      |                                             |
| TV 아역 탤런트 부문 특별상  | 이정후                      | 야망                                        |
| 라디오 성우 부문 특별상     | 김명수                      |                                             |
| 라디오 방송작가 부문 특별상 | 서남준                      |                                             |
| 라디오 MC 부문 특별상       | 김한길                      |                                             |
| 라디오 리포터 부문 특별상   | 김지연                      |                                             |
| TV 부문 공로상              | 황금봉 (편집) 김동석 (악단) |                                             |
| 라디오 부문 공로상          | 허태학 (장소협조)           |                                             |

| 부문                       | 수상자                                                                                      | 출연작                                  |
| -------------------------- | ------------------------------------------------------------------------------------------- | --------------------------------------- |
| TV 부문 남자 최우수상      | 정보석                                                                                      | 아들의 여자 사랑과 결혼                 |
| TV 부문 여자 최우수상      | 김혜수                                                                                      | 짝                                      |
| TV 부문 남자 우수상        | 이창훈                                                                                      | 전쟁과 사랑                             |
| TV 부문 여자 우수상        | 이승연                                                                                      | 호텔                                    |
| 인기상                     | 박용식 이창환                                                                               | 제4공화국                               |
| 남자 신인상                | 안재욱                                                                                      | 호텔 전쟁과 사랑                        |
| 여자 신인상                | 김지호                                                                                      | 아파트                                  |
| 라디오 부문 최우수상       | 황인용                                                                                      |                                         |
| 라디오 부문 남자 우수상    | 김창완                                                                                      | 김창완의 추억의 팝송                    |
| 라디오 부문 여자 우수상    | 최유라                                                                                      | 이종환, 최유라의 지금은 라디오 시대     |
| 라디오 작가 부문 특별상    | 홍성미                                                                                      |                                         |
| 라디오 MC 부문 특별상      | 엄길청                                                                                      | 손에 잡히는 경제, 아침을 달린다         |
| 라디오 성우 부문 특별상    | 곽대홍                                                                                      |                                         |
| 라디오 리포터 부문 특별상  | 김성실                                                                                      |                                         |
| TV 부문 특별상             | 임성민                                                                                      | 사랑과 결혼                             |
| TV 작가 부문 특별상        | 최윤정 고혜림                                                                               | 짝                                      |
| TV 외화 더빙 부문 특별상   | 권혁수                                                                                      |                                         |
| TV MC 부문 특별상          | 한선교                                                                                      |                                         |
| TV 아역 탤런트 부문 특별상 | 이재석                                                                                      | 아파트                                  |
| TV 더빙 부문 특별상        | 신성호                                                                                      |                                         |
| 공로상                     | 고임표 (TV 편집 부문) 서정호 (TV 지원 부문) 강인구 (TV 작곡 부문) 정진규 (라디오 협찬 부문) | 아주대병원 원장 도로교통안전협회 이사장 |

| 부문                       | 수상자                                                                        | 출연작                              |
| -------------------------- | ----------------------------------------------------------------------------- | ----------------------------------- |
| TV 부문 남자 최우수상      | 백일섭                                                                        | 자반고등어                          |
| TV 부문 여자 최우수상      | 황신혜                                                                        | 애인                                |
| TV 부문 남자 우수상        | 안재욱                                                                        | 자반고등어, 그들의 포옹             |
| TV 부문 여자 우수상        | 우희진                                                                        | 자반고등어, 남자 셋 여자 셋         |
| 인기상                     | 유동근                                                                        | 애인                                |
| 남자 신인상                | 정준호                                                                        | 이혼하지 않는 이유                  |
| 여자 신인상                | 이민영                                                                        | 짝                                  |
| 베스트 커플상              | 이종원 & 김혜수                                                               | 짝                                  |
| 라디오 부문 최우수상       | 오미희                                                                        | 가요응접실                          |
| 라디오 부문 남자 우수상    | 김흥국                                                                        | 특급작전                            |
| 라디오 부문 여자 우수상    | 박미선 허수경                                                                 | 특급작전 정오의 희망곡              |
| 라디오 작가 부문 특별상    | 이달원                                                                        |                                     |
| 라디오 MC 부문 특별상      | 신재용                                                                        |                                     |
| 라디오 리포터 부문 특별상  | 김정희                                                                        |                                     |
| 라디오 성우 부문 특별상    | 전국근                                                                        |                                     |
| TV 드라마 작가 부문 특별상 | 김인영 윤성희                                                                 | MBC 베스트극장 짝                   |
| TV 아역 탤런트 부문 특별상 | 최강희                                                                        | 나                                  |
| TV 교양 작가 부문 특별상   | 김미라 송미경                                                                 |                                     |
| TV MC 부문 특별상          | 임성훈                                                                        | 10시! 임성훈입니다, 사랑의 스튜디오 |
| TV 더빙 부문 특별상        | 신성호                                                                        |                                     |
| 공로상                     | 정용국 (TV 음악 부문) 정두홍 (TV 스턴트 부문) 중소기업은행 (라디오 협찬 부문) |                                     |

| 부문                      | 수상자                                                  | 출연작                                   |
| ------------------------- | ------------------------------------------------------- | ---------------------------------------- |
| TV 부문 남자 최우수상     | 장동건                                                  | 의가형제, 영웅신화                       |
| TV 부문 여자 최우수상     | 황신혜                                                  | 신데렐라                                 |
| TV 부문 남자 우수상       | 차인표                                                  | 별은 내 가슴에, 영웅반란, 그대 그리고 나 |
| TV 부문 여자 우수상       | 이영애                                                  | 의가형제, 내가 사는 이유                 |
| 남자 인기상               | 안재욱                                                  | 별은 내 가슴에, 복수혈전                 |
| 여자 인기상               | 이혜영                                                  | 예감                                     |
| 남자 신인상               | 유태웅                                                  | 별은 내 가슴에                           |
| 여자 신인상               | 김지영                                                  | 의가형제, 영웅반란, 그대 그리고 나       |
| 베스트 커플상             | 안재욱 & 최진실                                         | 별은 내 가슴에                           |
| 라디오 부문 최우수상      | 이종환 최유라                                           | 이종환, 최유라의 지금은 라디오 시대      |
| 라디오 부문 우수상        | 배유정 박명수                                           | FM 영화음악 전국 퀴즈 열전               |
| 라디오 작가 부문 특별상   | 이병관                                                  | 손에 잡히는 경제                         |
| 라디오 MC 부문 특별상     | 백윤재                                                  | 백윤재의 생활법률                        |
| 라디오 리포터 부문 특별상 | 조소영                                                  | 지금은 라디오 시대                       |
| 라디오 성우 부문 특별상   | 홍승옥                                                  | 격동 30년                                |
| TV 탤런트 부문 특별상     | 이혜영 홍리나                                           | 예감 산                                  |
| TV 작가 부문 특별상       | 김혜주 조은미                                           | 우리 아이를 찾습니다 경찰청 사람들       |
| TV MC 부문 특별상         | 황인용                                                  | 황인용의 생방송 아침이 좋다              |
| TV 더빙 부문 특별상       | 송도영                                                  |                                          |
| TV 성우 부문 특별상       | 박영희                                                  |                                          |
| 공로상                    | 전영채 (협찬 부문) 박광남 (TV 부문) 김현주 (TV MC 부문) | 해피아이 사장 MBC 탤런트실장 광운대 교수 |

| 부문                       | 수상자                                  | 출연작                                              |
| -------------------------- | --------------------------------------- | --------------------------------------------------- |
| TV 부문 남자 최우수상      | 김승우 손창민                           | 추억 마음이 고와야지, 추억, 애드버킷                |
| TV 부문 여자 최우수상      | 오연수                                  | 적과의 동거, 사랑과 성공                            |
| TV 부문 남자 우수상        | 양택조                                  | 그대 그리고 나, 사랑을 위하여                       |
| TV 부문 여자 우수상        | 김창숙 박원숙 사미자                    | 보고 또 보고 , 그대 그리고 나 보고 또 보고          |
| 인기상                     | 허준호 김희선 윤해영                    | 보고 또 보고 세상 끝까지 보고 또 보고               |
| 남자 신인상                | 박용하 유오성                           | 보고 또 보고 내일을 향해 쏴라                       |
| 여자 신인상                | 김현주 서유정                           | 사랑밖엔 난 몰라 , 내일을 향해 쏴라                 |
| 베스트 커플상              | 정보석 & 김지수                         | 보고 또 보고                                        |
| 라디오 부문 최우수상       | 배철수                                  | 배철수의 음악캠프                                   |
| 라디오 부문 남자 우수상    | 엄길청                                  | 손에 잡히는 경제, 아침을 달린다                     |
| 라디오 부문 여자 우수상    | 김나운                                  | 즐거운 오후 2시                                     |
| 라디오 작가부문 특별상     | 김종달                                  | 기획특집드라마 : 이웃                               |
| 라디오 MC 부문 특별상      | 신영훈                                  | 신영훈의 역사기행                                   |
| 라디오 성우 부문 특별상    | 이병식                                  | 다큐멘터리 드라마 격동 30년                         |
| 라디오 음악 부문 특별상    | 문응희                                  |                                                     |
| 라디오 리포터 부문 특별상  | 이은하                                  | 스포츠 스포츠                                       |
| TV 외주 부문 특별상        | 육남매 팀                               | 육남매                                              |
| TV 드라마 작가 부문 특별상 | 임성한                                  | 보고 또 보고                                        |
| TV 교양 작가 부문          | 윤희영                                  | 구성애의 아우성                                     |
| TV 더빙 성우 부문          | 김관철                                  |                                                     |
| TV MC 부문 특별상          | 임성훈                                  | 생방송 임성훈입니다, 사랑의 스튜디오                |
| TV 기획 부문 특별상        | 구성애                                  | 구성애의 아우성                                     |
| 공로상                     | 이석용 (협찬 부문) 유호 (방송작가 부문) | 대한손해보험협회 대표이사 한국방송작가협회 교육원장 |

| 부문                              | 수상자                                                                       | 출연작                                                    |
| --------------------------------- | ---------------------------------------------------------------------------- | --------------------------------------------------------- |
| TV 부문 남자 최우수상             | 손창민                                                                       | 장미와 콩나물, 국희                                       |
| TV 부문 여자 최우수상             | 김혜수                                                                       | 우리가 정말 사랑했을까, 국희                              |
| TV 부문 남자 우수상               | 차인표                                                                       | 왕초                                                      |
| TV 부문 여자 우수상               | 송윤아                                                                       | 왕초, 남의 속도 모르고                                    |
| 남자 인기상                       | 강남길 감우성                                                                | 마지막 전쟁 사랑해 당신을                                 |
| 여자 인기상                       | 채림 심혜진                                                                  | 사랑해 당신을 마지막 전쟁                                 |
| 남자 신인상                       | 김상경 차태현 윤태영                                                         | 마지막 전쟁, 날마다 행복해 사랑해 당신을, 햇빛속으로 왕초 |
| 여자 신인상                       | 이태란 김정은                                                                | 안녕 내 사랑, 날마다 행복해                               |
| 베스트 커플상                     | 감우성 & 채림                                                                | 사랑해 당신을                                             |
| 기자단 선정 올해의 탤런트상       | 강남길 김혜수                                                                | 마지막 전쟁 우리가 정말 사랑했을까, 국희                  |
| 시청자가 뽑은 올해의 탤런트상     | 차태현                                                                       | 사랑해 당신을, 햇빛속으로                                 |
| 라디오 부문 최우수상              | 김흥국 박미선                                                                | 특급작전                                                  |
| 라디오 부문 우수상                | 유희열 김방희                                                                | FM 음악도시 손에 잡히는 경제                              |
| 라디오 효과담당 부문 특별상       | 엄기혁                                                                       |                                                           |
| 라디오 작가 부문 특별상           | 고은경                                                                       |                                                           |
| 라디오 성우 부문 특별상           | 김동현                                                                       |                                                           |
| 라디오 리포터 부문 특별상         | 김경아                                                                       |                                                           |
| TV 드라마 작가 부문 특별상        | 정성희 박선영                                                                | 국희                                                      |
| TV 드라마 연기자 부문 특별상      | 박근형 김용림                                                                |                                                           |
| TV 드라마 아역 연기자 부문 특별상 | 박지미 김초연                                                                |                                                           |
| TV MC 부문 특별상                 | 김성환                                                                       | 해피실버 고향은 지금                                      |
| TV 성우 부문 특별상               | 박영희                                                                       |                                                           |
| 라디오 부문 공로상                | 장철순 심헌철                                                                | (주)현대상선 전무 한국통신 국장                           |
| TV 부문 공로상                    | 송재희 (미술감독) 정태섭 (탤런트) 김동성 (제작자협회 회장) 김윤영 (프로듀서) |                                                           |

### 2000년대 연기대상
| 부문                            | 수상자        | 출연작                                |
| ------------------------------- | ------------- | ------------------------------------- |
| TV 남자연기자 부문 최우수상     | 안재욱        | 나쁜 친구들 엄마야 누나야             |
| TV 여자연기자 부문 최우수상     | 원미경 황수정 | 아줌마 허준                           |
| TV 남자연기자 부문 우수상       | 류시원        | 진실, 비밀                            |
| TV 여자연기자 부문 우수상       | 최지우        | 진실, 신 귀공자                       |
| 남자 캐릭터 인기상              | 임현식 박상면 | 허준 나쁜 친구들                      |
| 여자 캐릭터 인기상              | 김소연 박선영 | 이브의 모든 것 진실                   |
| TV 남자연기자 부문 신인상       | 김명민 고수   | 뜨거운 것이 좋아 엄마야 누나야        |
| TV 여자연기자 부문 신인상       | 하지원        | 비밀                                  |
| 라디오 부문 인기상              | 김혜림        | 즐거운 오후 2시                       |
| 라디오 부문 신인상              | 박광현        | 별이 빛나는 밤에                      |
| 기자단이 선정한 올해의 탤런트상 | 황수정        | 허준                                  |
| 라디오 부문 최우수상            | 이택림        | 즐거운 오후 2시                       |
| 라디오 부문 우수상              | 김종성        | 다큐멘터리 드라마 격동 50년           |
| 라디오 작가 부문 특별상         | 구자형 김경옥 |                                       |
| 라디오 리포터 부문 특별상       | 김희조        |                                       |
| 라디오 MC 부문 특별상           | 안문생        |                                       |
| TV 남자연기자 부문 특별상       | 이순재        | 허준, 아줌마                          |
| TV 여자연기자 부문 특별상       | 나문희        | 신 귀공자                             |
| TV 드라마작가 부문 특별상       | 최완규        | 허준                                  |
| TV 아나운서 부문 특별상         | 변창립        |                                       |
| TV 교양작가 부문 특별상         | 이진순        |                                       |
| TV 예능작가 부문 특별상         | 김성덕        |                                       |
| TV MC 부문 특별상               | 신동호 박정숙 |                                       |
| TV 외화더빙 부문 특별상         | 황윤걸        |                                       |
| TV 부문 공로상                  | 김영철 조영구 | 촬영감독 SMI 엔터테인먼트 이사        |
| 라디오 부문 공로상              | 유재학 김충일 | 대명A&B 대표 중소기업은행 홍보실 차장 |

| 부문                           | 수상자        | 출연작                                            |
| ------------------------------ | ------------- | ------------------------------------------------- |
| TV 남자연기자 부문 최우수상    | 차인표 강석우 | 그 여자네 집 어쩌면 좋아                          |
| TV 여자연기자 부문 최우수상    | 김남주 송윤아 | 그 여자네 집 호텔리어, 반달곰 내 사랑             |
| TV 남자연기자 부문 우수상      | 유준상 조민기 | 여우와 솜사탕 온달 왕자들, 반달곰 내 사랑         |
| TV 여자연기자 부문 우수상      | 김현주        | 그 여자네 집                                      |
| 인기상                         | 유준상 김남주 | 여우와 솜사탕 그 여자네 집                        |
| TV 남자연기자 부문 신인상      | 지성 이서진   | 결혼의 법칙 그 여자네 집                          |
| TV 여자연기자 부문 신인상      | 소유진 손예진 | 맛있는 청혼, 여우와 솜사탕 맛있는 청혼, 선희 진희 |
| 라디오 부문 최우수상           | 김승현 양희은 | 여성시대                                          |
| 라디오 여자 진행자 부문 우수상 | 윤도현        | 2시의 데이트                                      |
| 라디오 여자 진행자 부문 우수상 | 정선희        | 특급작전                                          |
| TV 남자연기자 부문 특별상      | 김국진 김용건 | 반달곰 내 사랑 상도, 홍국영                       |
| TV 여자연기자 부문 특별상      | 고두심        | 결혼의 법칙, 여우와 솜사탕                        |
| TV 드라마작가 부문 특별상      | 김정수        | 그 여자네 집                                      |
| 라디오 작가 부문 특별상        | 김도상        |                                                   |
| 라디오 성우 부문 특별상        | 이철용        |                                                   |
| TV MC 부문 특별상              | 김범도 이경실 |                                                   |
| TV 진행자 부문 특별상          | 유시민        |                                                   |
| TV 구성작가 부문 특별상        | 김경화        |                                                   |
| TV 외화더빙 부문 특별상        | 안지환        |                                                   |
| 공로상                         | 송기윤        | 이 부부가 사는 법                                 |

| 부문                              | 수상자                                    | 출연작                                             |
| --------------------------------- | ----------------------------------------- | -------------------------------------------------- |
| 연속극 부문 최우수상              | 이재룡 장서희                             | 상도 인어 아가씨                                   |
| 미니시리즈 부문 최우수상          | 감우성 김하늘                             | 현정아 사랑해 로망스                               |
| 연속극 부문 우수상                | 류시원 우희진                             | 그대를 알고부터 인어 아가씨                        |
| 미니시리즈 부문 우수상            | 양동근 이나영                             | 네 멋대로 해라                                     |
| 인기상                            | 유준상 김재원 공효진 변정수               | 여우와 솜사탕 로망스 네 멋대로 해라 위기의 남자    |
| 신인상                            | 김성택 김재원 임지은 김민선               | 인어 아가씨 로망스 황금마차 (드라마) 현정아 사랑해 |
| 베스트 커플상                     | 김성택 & 장서희                           | 인어 아가씨                                        |
| 네티즌이 선정하는 올해의 탤런트상 | 양동근 장서희                             | 네 멋대로 해라 인어 아가씨                         |
| 기자가 뽑은 올해의 탤런트상       | 양동근 장서희                             | 네 멋대로 해라 인어 아가씨                         |
| 진행자                            | 손석희 박수홍                             | 백분토론 타임머신                                  |
| 외화 더빙                         | 박지훈                                    | 성우                                               |
| 라디오                            | 임진모                                    | 대중음악 평론가                                    |
| 드라마 작가                       | 임성한 배유미                             | 인어 아가씨 로망스                                 |
| 구성 작가                         | 이정수                                    | 시사                                               |
| 연기자 부문 특별상                | 정영숙 한혜숙 박근형 전원일기 출연자 29명 | 인어 아가씨 전원일기                               |
| 공로상                            | 정애란                                    | 전원일기                                           |
| 라디오 부문 최우수상              | 윤도현                                    | 두시의 데이트                                      |
| 라디오 부문 우수상                | 김원희 옥주현                             | 정오의 희망곡 별이 빛나는 밤에                     |

| 부문               | 수상자                             | 출연작                                                                     |
| ------------------ | ---------------------------------- | -------------------------------------------------------------------------- |
| 최우수상           | 김래원 하지원                      | 옥탑방 고양이 다모                                                         |
| 우수상             | 이서진 소유진                      | 다모 내 인생의 콩깍지, 좋은 사람                                           |
| 신인상             | 강동원 김민준 수애 정다빈          | 1%의 어떤 것 다모 러브레터, 회전목마 옥탑방 고양이                         |
| 네티즌 인기상      | 김래원 하지원                      | 옥탑방 고양이 다모                                                         |
| 베스트 커플상      | 이서진 & 하지원                    | 다모                                                                       |
| 진행자 부문 특별상 | 이재용                             | 생방송 아주 특별한 아침 찾아라! 맛있는 TV                                  |
| 작가 부문 특별상   | 김영현 박지현 정형수 노경희 오경아 | 대장금 그대 아직도 꿈꾸고 있는가 다모 휴먼다큐 희로애락 지금은 라디오 시대 |
| 연기자 부문 특별상 | 임현식 조재현 배종옥 양미경        | 대장금 눈사람, 다모 그대 아직도 꿈꾸고 있는가 대장금                       |
| 리포터 부문 특별상 | 정은영 박미라                      | 생방송 아주 특별한 아침 '아주 특별한 브리핑' 손석희의 시선집중 外          |
| 공로상             | 이경호 전인택                      | 연기자 노조위원장 前 탤런트 실장                                           |
| 라디오 최우수상    | 강석, 김혜영                       | 싱글벙글쇼                                                                 |
| 라디오 우수상      | 최양락 노사연                      | 재미있는 라디오 즐거운 오후 2시                                            |

| 부문                 | 수상자                      | 출연작                                  |
| -------------------- | --------------------------- | --------------------------------------- |
| 최우수상             | 이서진 최민수 김혜수 이은주 | 불새 한강수타령 불새                    |
| 우수상               | 김석훈 김성택 김민선 정혜영 | 한강수타령 왕꽃 선녀님 한강수타령 불새  |
| TV MC 부문 특별상    | 김성주 김광민, 이현우       | 사과나무 수요예술무대                   |
| 연기자 부문 특별상   | 사미자 변정수               | 왕꽃 선녀님 결혼하고 싶은 여자          |
| 신인상               | 문정혁 현빈 이다해 김민정   | 불새 아일랜드 왕꽃 선녀님 아일랜드      |
| 네티즌 인기상        | 문정혁 이나영               | 불새 아일랜드                           |
| 베스트 커플상        | 이서진 & 이은주             | 불새                                    |
| 공로상               | 최종수                      | 프로듀서                                |
| 라디오 부문 최우수상 | 배철수                      | 배철수의 음악캠프                       |
| 라디오 부문 우수상   | 전유성 김미화               | 지금은 라디오 시대 세계는 그리고 우리는 |

| 부문                 | 수상자                                           | 출연작 |
| -------------------- | ------------------------------------------------ | --- |
| 최우수상             | 문정혁 현빈 김선아 한혜진                        | 신입사원 내 이름은 김삼순 굳세어라 금순아 |
| 우수상               | 강지환 한가인 정려원                             | 굳세어라 금순아 신입사원 내 이름은 김삼순 |
| 인기상               | 현빈 김선아                                      | 내 이름은 김삼순 |
| 신인상               | 강지환 다니엘 헤니 이민기 서지혜                 | 굳세어라 금순아 내 이름은 김삼순 굳세어라 금순아 신돈 |
| 베스트 커플상        | 김선아 & 현빈                                    | 내 이름은 김삼순 |
| TV 부문 특별상       | 이정선 이아미 김준아 이상은 문혜정 이종혁 최성우 | 굳세어라 금순아 작가 PD수첩 작가 꼭 한번 만나고 싶다 작가 생방송 아주 특별한 아침, 화제집중 리포터 생방송 아주 특별한 아침, TV 속의 TV 리포터 CSI 과학수사대 성우 CSI 과학수사대 성우 |
| 연기자 부문 특별상   | 이덕화 손창민                                    | 제5공화국 신돈 |
| TV MC 부문 특별상    | 박혜진 성동일                                    | 화제집중 정보토크 팔방미인 |
| 공로상               | 정애란                                           | |
| 가족상               | -                                                | 굳세어라 금순아 |
| 라디오 부문 최우수상 | 옥주현                                           | 별이 빛나는 밤에 |
| 라디오 부문 우수상   | 윤종신 김성주 지상렬                             | 두시의 데이트 굿모닝 FM 지상렬, 노사연의 두시 만세 |
| 라디오 부문 특별상   | 이재성 배칠수 김미진 정미선 김민정 박영화        | 라디오 동의보감 이재성입니다 진행 최양락의 재미있는 라디오 진행 최양락의 재미있는 라디오 진행 오늘 아침 이문세입니다 작가 손석희의 시선집중 리포터 격동 50년 성우                     |
| 라디오 부문 공로상   | 주식회사 iMBC                                    | |

| 부문                 | 수상자                             | 출연작                                                                                         |
| -------------------- | ---------------------------------- | ---------------------------------------------------------------------------------------------- |
| 올해의 드라마상      | -                                  | 환상의 커플                                                                                    |
| 최우수상             | 전광렬 송일국 한혜진 하희라        | 주몽 있을 때 잘해!!                                                                            |
| 우수상               | 김승수 김윤석 한예슬 지수원        | 주몽 있을 때 잘해!! 환상의 커플 있을 때 잘해!!                                                 |
| 인기상               | 오지호 한예슬                      | 환상의 커플                                                                                    |
| 신인상               | 주지훈 원기준 윤은혜 남상미        | 궁 주몽 궁 달콤한 스파이                                                                       |
| 베스트 커플상        | 오지호 & 한예슬                    | 환상의 커플                                                                                    |
| 라디오 부문 최우수상 | 정선희                             | 정오의 희망곡                                                                                  |
| 라디오 부문 우수상   | 박경림 타블로 조정린               | 박경림의 심심타파 타블로, 조정린의 친한친구                                                    |
| 프로듀서상           | 김옥빈 정려원 지현우 천정명        | 오버 더 레인보우 넌 어느 별에서 왔니 오버 더 레인보우 여우야 뭐하니                            |
| 대하사극 연기상      | 오연수 허준호                      | 주몽                                                                                           |
| 연속극 연기상        | 변우민 이영아 홍경민               | 있을 때 잘해!! 사랑은 아무도 못말려                                                            |
| 단막극 연기상        | 김진근 서영희                      |                                                                                                |
| 중견배우상           | 김자옥 김혜옥 이계인               | 누나 오버 더 레인보우 주몽                                                                     |
| TV 부문 특별상       | 김용필 김지연 한선정               | 생방송 오늘아침 리포터 생방송 오늘아침 리포터 W, MBC 스페셜 작가                               |
| 라디오 부문 특별상   | 고경봉 신해철 오수석 오지혜 이지영 | 변창립의 세상 속으로 리포터 신해철의 고스트네이션 진행 문화야 놀자 진행 손석희의 시선집중 작가 |
| TV 부문 성우상       | 김영선 윤성혜                      | CSI 과학수사대 리포터                                                                          |
| 라디오 부문 성우상   | 안지환                             | 두시의 데이트                                                                                  |
| TV 진행자 부문 상    | 신동호                             | 생방송 오늘 아침                                                                               |
| TV 부문 공로상       | 정형수 조소혜 최완규               | 작가                                                                                           |
| 가족상               | -                                  | 누나                                                                                           |

| 부문                        | 수상자                      | 출연작                                                 |
| --------------------------- | --------------------------- | ------------------------------------------------------ |
| 최우수상                    | 김명민 이서진 공효진 윤은혜 | 하얀거탑 이산 고맙습니다 커피프린스 1호점              |
| 우수상                      | 공유 이준기 남상미 한지민   | 커피프린스 1호점 개와 늑대의 시간 이산                 |
| 신인상                      | 김민성 한상진 이지아 이하나 | 아현동 마님 하얀거탑, 이산 태왕사신기 메리대구 공방전  |
| 라디오 최우수상             | 최유라                      | 지금은 라디오 시대                                     |
| 라디오 우수상               | 성시경 박정아               | 푸른밤 그리고 성시경입니다 별이 빛나는 밤에            |
| 라디오 신인상               | 조영남                      | 지금은 라디오 시대                                     |
| 시청자가 뽑은 올해의 드라마 | -                           | 태왕사신기                                             |
| 베스트 커플상               | 배용준 & 이지아             | 태왕사신기                                             |
| 인기상                      | 배용준 이지아               | 태왕사신기                                             |
| 프로듀서상                  | 김창완                      | 커피프린스 1호점, 하얀거탑                             |
| 아역상                      | 박지빈 서신애               | 이산 고맙습니다                                        |
| 사극 부문 황금 연기상       | 이순재 최민수               | 이산 태왕사신기                                        |
| 미니시리즈 부문 황금 연기상 | 장혁 이선균                 | 고맙습니다 하얀거탑, 커피프린스 1호점                  |
| 연속극 부문 황금 연기상     | 최명길 이윤지               | 내 곁에 있어                                           |
| 중견배우 부문 황금 연기상   | 박원숙 김병기               | 겨울새 아현동 마님                                     |
| TV 부문 특별상              | 정인 엄현정 최원형          | 프로듀서 CSI 마이애미 CSI 뉴욕                         |
| 라디오 부문 특별상          | 김유정 윤영욱               | 손석희의 시선집중 리포터 세계는 그리고 우리는 논설위원 |
| TV 부문 올해의 작가상       | 김이영 한숙자               | 이산 MBC 스페셜                                        |
| 라디오 부문 올해의 작가상   | 김성                        | 싱글벙글쇼                                             |
| TV 진행자 부문              | 김성환 임예진               | 해피 실버 고향은 지금 기분 좋은 날                     |
| TV 부문 공로상              | 정한헌 김종                 | MBC 탤런트실장 태왕사신기 CG팀                         |
| 라디오 부문 공로상          | 김혜경                      | 디자이너 / 표준FM, 골든마우스                          |
| 가족상                      | -                           | 깍두기                                                 |

| 부문                        | 수상자                           | 출연작                                                   |
| --------------------------- | -------------------------------- | -------------------------------------------------------- |
| 최우수상                    | 정준호 조재현 배종옥 이미숙      | 내 생애 마지막 스캔들 뉴하트 천하일색 박정금 에덴의 동쪽 |
| 우수상                      | 이동건 조민기 문소리 한지혜      | 밤이면 밤마다 에덴의 동쪽 내 인생의 황금기 에덴의 동쪽   |
| 신인상                      | 박해진 장근석 이소연 이연희      | 에덴의 동쪽 베토벤 바이러스 내 인생의 황금기 에덴의 동쪽 |
| 라디오 최우수상             | 이문세                           | 오늘 아침, 이문세입니다                                  |
| 라디오 우수상               | 강석우 강인                      | 여성시대 강인의 친한 친구                                |
| 라디오 신인상               | 김신영                           | 심심타파                                                 |
| 시청자가 뽑은 올해의 드라마 | -                                | 베토벤 바이러스                                          |
| 베스트 커플상               | 송승헌 & 이연희                  | 에덴의 동쪽                                              |
| 인기상                      | 송승헌 이연희                    | 에덴의 동쪽                                              |
| 프로듀서상                  | 이순재 연정훈                    | 베토벤 바이러스 에덴의 동쪽                              |
| 아역상                      | 남지현 박건태 신동우             | 에덴의 동쪽                                              |
| 미니시리즈 부문 황금 연기상 | 지성 김민정                      | 뉴하트                                                   |
| 연속극 부문 황금 연기상     | 박근형 홍은희                    | 천하일색 박정금, 에덴의 동쪽 흔들리지마                  |
| 조연배우 부문 황금 연기상   | 박철민 신은정                    | 뉴하트, 베토벤 바이러스 에덴의 동쪽                      |
| 중견배우 부문 황금 연기상   | 유동근 송옥숙                    | 에덴의 동쪽 베토벤 바이러스                              |
| TV 부문 특별상              | 이재규 이재용 최윤영 김호성 정남 | 프로듀서 아나운서 CSI 과학수사대 성우 CSI 마이애미 성우  |
| 라디오 부문 특별상          | 유진 김강산                      | 세계는 그리고 우리는 격동 50년 성우                      |
| TV 부문 올해의 작가상       | 나연숙 홍진아 & 홍자람 김은희    | 에덴의 동쪽 베토벤 바이러스 MBC 스페셜                   |
| 라디오 부문 올해의 작가상   | 김신욱                           | 언중유쾌                                                 |
| TV 부문 공로상              | 최진실                           |                                                          |
| 라디오 부문 공로상          | 스윗 소로우                      |                                                          |
| 가족상                      | -                                | 사랑해, 울지마                                           |

| 부문                        | 수상자                        | 출연작                                                       |
| --------------------------- | ----------------------------- | ------------------------------------------------------------ |
| 최우수상                    | 엄태웅 윤상현 김남주 이요원   | 선덕여왕 내조의 여왕 선덕여왕                                |
| 우수상                      | 김남길 최철호 강세정 이혜영   | 선덕여왕 내조의 여왕 보석비빔밥 내조의 여왕                  |
| 신인상                      | 유승호 이승효 서우 임주은     | 선덕여왕 탐나는 도다 혼                                      |
| 라디오 최우수상             | 손석희                        | 손석희의 시선집중                                            |
| 라디오 우수상               | 박명수 신동                   | 두시의 데이트 신동, 김신영의 심심타파입니다                  |
| 라디오 신인상               | 태연                          | 태연의 친한 친구                                             |
| 시청자가 뽑은 올해의 드라마 | -                             | 선덕여왕                                                     |
| 베스트 커플상               | 김남길 & 이요원               | 선덕여왕                                                     |
| 인기상                      | 이준기 서우                   | 히어로 탐나는 도다                                           |
| 프로듀서상                  | 신구                          | 선덕여왕                                                     |
| 아역상                      | 남지현 이형석 전민서          | 선덕여왕 살맛납니다 잘했군 잘했어                            |
| 미니시리즈 부문 황금 연기상 | 김창완 나영희                 | 내조의 여왕, 트리플 내조의 여왕                              |
| 연속극 부문 황금 연기상     | 김영옥 정혜선                 | 보석비빔밥                                                   |
| 조연배우 부문 황금 연기상   | 안길강 서영희                 | 선덕여왕                                                     |
| 중견배우 부문 황금 연기상   | 강남길 정애리                 | 인연 만들기 잘했군 잘했어, 멈출 수 없어                      |
| TV 부문 특별상              | 김성실 오상진 성선녀 최한     | 선덕여왕 무술감독 아나운서 불만제로 성우 CSI 과학수사대 성우 |
| 라디오 부문 특별상          | 장진 최수연 원호섭            | 라디오 북클럽 손석희의 시선집중 등 리포터 격동 50년 성우     |
| TV 부문 올해의 작가상       | 김영현 & 박상연 박지은 노경희 | 선덕여왕 내조의 여왕 북극의 눈물                             |
| 라디오 부문 올해의 작가상   | 류미나                        | 지금은 라디오 시대                                           |
| TV 부문 공로상              | 박정란 최재호 허구연          | 작가 전 탤랜트실장 MBC 야구해설위원                          |
| 라디오 부문 공로상          | 이석영                        | 격동 50년 작가                                               |
| 가족상                      | -                             | 살맛납니다                                                   |

### 2010년대 연기대상
| 부문                         | 수상자                      | 출연작                                            |
| ---------------------------- | --------------------------- | ------------------------------------------------- |
| 최우수상                     | 정준호 지진희 공효진 신은경 | 역전의 여왕 동이 파스타 욕망의 불꽃               |
| 우수상                       | 박시후 이민호 박은혜 이소연 | 역전의 여왕 개인의 취향 분홍 립스틱 동이          |
| 신인상                       | 이상윤 이태성 박하선 조윤희 | 즐거운 나의 집 장난스런 키스 동이 황금물고기      |
| 남녀 인기상                  | 김현중 한효주               | 장난스런 키스 동이                                |
| 베스트 커플상                | 이선균 & 공효진             | 파스타                                            |
| 시청자가 뽑은 올해의 드라마  | -                           | 동이                                              |
| 라디오 최우수상              | 조영남                      | 지금은 라디오 시대                                |
| 라디오 우수상                | 배칠수 현영                 | 배한성 배칠수의 고전열전 정오의 희망곡 현영입니다 |
| 라디오 신인상                | 노홍철                      | 노홍철의 친한 친구                                |
| 특별상 아역상                | 김유정 이형석               | 동이, 욕망의 불꽃 동이                            |
| 특별상 PD상 드라마 부문      | -                           | 즐거운 나의 집                                    |
| 특별상 PD상 연기자 부문      | 채정안 이태곤               | 역전의 여왕 황금물고기                            |
| TV부문 올해 작가상           | 조은정 박현주 고혜림        | 황금물고기 살맛납니다 아마존의 눈물               |
| TV 성우 부문 특별상          | 신성호 송준석               |                                                   |
| TV 아나운서 부문 특별상      | 문지애                      | 불만제로                                          |
| TV 리포터 부문 특별상        | 박진우                      | 생방송 오늘 아침                                  |
| 라디오 부문 올해 작가상      | 박창섭                      | 손석희의 시선집중                                 |
| 라디오 성우 부문 특별상      | 신성호 송준석               | 배한성, 배칠수의 고전열전                         |
| 라디오 아나운서 부문 특별상  | 이주연                      | 이주연의 영화음악                                 |
| 라디오 리포터 부문 특별상    | 김유리                      | 두시의 데이트                                     |
| TV 부문 공로상               | 정혜선 나문희               |                                                   |
| 라디오 부문 공로상           | 성경섭                      | 성경섭의 주말와이드                               |
| 가족상                       | -                           | 글로리아                                          |
| 연속극 부문 황금 연기상      | 김보연 박상원               | 황금물고기                                        |
| 조연 연기자 부문 황금 연기상 | 김유석 하유미               | 동이 역전의 여왕                                  |
| 중견 연기자 부문 황금 연기상 | 박정수 임채무               | 살맛납니다, 역전의 여왕 살맛납니다                |

| 부문       | | 수상자                                                                                             | 출연작 |
| ---------- | --- | -------------------------------------------------------------------------------------------------- | --- |
| 미니시리즈 | 여자 최우수상 남자 최우수상 여자 우수상 남자 우수상 여자 신인상 남자 신인상 여자 황금연기상 남자 황금연기상 올해의 작가상 | 공효진 차승원 이보영 황정음 김재원 서현진 효민 박유천 이기광 배종옥 정보석 홍자매 (홍정은, 홍미란) | 최고의 사랑 애정만만세 내 마음이 들리니 짝패 계백 미스 리플리 마이 프린세스 애정만만세 내 마음이 들리니, 폭풍의 연인 최고의 사랑 |
| 연속극     | 여자 최우수상 남자 최우수상 여자 우수상 남자 우수상 여자 신인상 남자 신인상 여자 황금연기상 남자 황금연기상 올해의 작가상 | 신애라 김현주 김석훈 이유리 지현우 이하늬 박윤재 차화연 길용우 배유미                              | 불굴의 며느리 반짝반짝 빛나는 천 번의 입맞춤 불굴의 며느리 천 번의 입맞춤 반짝반짝 빛나는                                        |
| 공통       | 외화 더빙 성우상 | 박선영                                                                                             | |
|            | 공로상 | 강부자                                                                                             | |
|            | 아역상 | 김유빈 양한열                                                                                      | 애정만만세 최고의 사랑 |
|            | 프로듀서 | 김정태 최종환 송지효                                                                               | 미스 리플리, 지고는 못살아 계백, 짝패 계백                                                                                       |
|            | 특별상 | 김영애 윤태영                                                                                      | 로열 패밀리 심야병원 |
|            | 여자 인기상 | 공효진                                                                                             | 최고의 사랑 |
|            | 남자 인기상 | 김재원                                                                                             | 내 마음이 들리니 |
|            | 베스트 커플상 | 차승원 & 공효진                                                                                    | 최고의 사랑 |

| 부문                                    | 수상자                      | 출연작                                                        |
| --------------------------------------- | --------------------------- | ------------------------------------------------------------- |
| 올해의 드라마상                         | -                           | 해를 품은 달                                                  |
| 연속극 부문 최우수 연기상               | 김재원 한지혜               | 메이퀸                                                        |
| 연속극 부문 우수 연기상                 | 재희 서현진                 | 메이퀸 오자룡이 간다                                          |
| 특별기획 부문 최우수 연기상             | 조승우 성유리               | 마의 신들의 만찬                                              |
| 특별기획 부문 우수 연기상               | 이상우 손담비               | 신들의 만찬, 마의 빛과 그림자                                 |
| 미니시리즈 부문 최우수 연기상           | 김수현 한가인               | 해를 품은 달                                                  |
| 미니시리즈 부문 우수 연기상             | 박유천 이윤지               | 보고싶다 더킹 투하츠                                          |
| 한류스타상                              | 윤은혜                      | 보고싶다                                                      |
| 황금 연기상                             | 이덕화 전광렬 양미경 전인화 | 메이퀸 빛과 그림자, 보고싶다 메이퀸, 해를 품은 달 신들의 만찬 |
| 공로상                                  | 조경환                      |                                                               |
| 방송3사 드라마PD가 뽑은 올해의 연기자상 | 이성민                      | 골든타임                                                      |
| 신인상                                  | 김재중 이장우 김소은 오연서 | 닥터진 오자룡이 간다, 아이두 아이두 마의 오자룡이 간다        |
| 베스트 커플상                           | 이준기 & 신민아             | 아랑사또전                                                    |
| 인기상                                  | 김수현 윤은혜               | 해를 품은 달 보고싶다                                         |
| 아역 연기상                             | 여진구 김유정 김소현        | 해를 품은 달 , 메이퀸 해를 품은 달, 보고싶다                  |
| 올해의 작가상                           | 손영목 진수완               | 메이퀸 해를 품은 달                                           |
| 외화더빙 성우상                         | 전수빈                      | CSI 마이애미 10                                               |
| 라디오 성우상                           | 최상기                      | 고전열전                                                      |

- 2013년 MBC 드라마 12개에서 34명이 트로피를 가져간 가운데, 이승기, 하지원 각 3관왕, 배수지 2관왕을 차지하였다.

| 부문                                      | 수상자                                    | 출연작                                                                      |
| ----------------------------------------- | ----------------------------------------- | --------------------------------------------------------------------------- |
| 올해의 드라마                             | -                                         | 백년의 유산                                                                 |
| 미니시리즈 최우수 연기상                  | 이승기 배수지                             | 구가의 서                                                                   |
| 미니시리즈 우수 연기상                    | 주원 신세경                               | 7급 공무원 남자가 사랑할 때                                                 |
| 특별기획 최우수 연기상                    | 김재원 주진모 신은경                      | 스캔들 기황후 스캔들                                                        |
| 특별기획 우수 연기상                      | 지창욱 유이                               | 기황후 황금 무지개                                                          |
| 연속극 최우수 연기상                      | 이정진 한지혜                             | 백년의 유산 금 나와라, 뚝딱!                                                |
| 연속극 우수 연기상                        | 연정훈 홍수현                             | 금 나와라, 뚝딱! 사랑해서 남주나                                            |
| 황금 연기상                               | 김상중 정보석 조재현 김보연 이혜숙 차화연 | 황금 무지개 백년의 유산 스캔들 오로라 공주 금 나와라, 뚝딱! 사랑해서 남주나 |
| 베스트 커플상                             | 이승기 & 배수지                           | 구가의 서                                                                   |
| 인기상                                    | 이승기 하지원                             | 구가의 서 기황후                                                            |
| 공로상                                    | 박원숙 한진희                             | 백년의 유산 금 나와라, 뚝딱!                                                |
| 방송 3사 드라마 PD가 뽑은 올해의 연기자상 | 하지원                                    | 기황후                                                                      |
| 올해의 작가상                             | 장영철 & 정경순 구현숙                    | 기황후 백년의 유산                                                          |
| 아역상                                    | 김새론 김향기 서신애 이영유 천보근        | 여왕의 교실                                                                 |
| 신인상                                    | 오창석 이상엽 백진희 전소민               | 오로라 공주 사랑해서 남주나 기황후 오로라 공주                              |

| 부문                                      | 수상자                      | 출연작                                           |
| ----------------------------------------- | --------------------------- | ------------------------------------------------ |
| 올해의 드라마                             | -                           | 왔다! 장보리                                     |
| 미니시리즈 최우수 연기상                  | 장혁 장나라                 | 운명처럼 널 사랑해                               |
| 미니시리즈 우수 연기상                    | 김상중 최수영               | 개과천선 내 생애 봄날                            |
| 특별기획 최우수 연기상                    | 정일우 송윤아               | 야경꾼 일지 마마                                 |
| 특별기획 우수 연기상                      | 최진혁 백진희               | 오만과 편견 트라이앵글                           |
| 연속극 최우수 연기상                      | 김지훈 오연서               | 왔다! 장보리                                     |
| 연속극 우수 연기상                        | 이장우 김지영               | 장미빛 연인들 모두 다 김치                       |
| 황금 연기상                               | 최민수 안내상 김혜옥 이미숙 | 오만과 편견 왔다! 장보리 장미빛 연인들           |
| 베스트 커플상                             | 장혁 장나라                 | 운명처럼 널 사랑해                               |
| 인기상                                    | 신하균 장나라               | 미스터 백 운명처럼 널 사랑해                     |
| 공로상                                    | 김자옥                      | 지상파 3사 모두 수상                             |
| 방송 3사 드라마 PD가 뽑은 올해의 연기자상 | 이유리                      | 왔다! 장보리                                     |
| 단막극 연기자상                           | 변희봉                      | 드라마 페스티벌 내 인생의 혹                     |
| 올해의 작가상                             | 김순옥 유윤경               | 왔다! 장보리 마마                                |
| 아역상                                    | 윤찬영 김지영               | 마마 왔다! 장보리                                |
| 신인상                                    | 임시완 최태준 고성희 한선화 | 트라이앵글 엄마의 정원 야경꾼 일지 장미빛 연인들 |

| 부문                                      | 수상자                                                              | 출연작 |
| ----------------------------------------- | ------------------------------------------------------------------- | --- |
| 올해의 드라마                             | -                                                                   | 킬미 힐미 |
| 10대 스타상                               | 차승원 이준기 박서준 황정음 김희선 김성령 백진희 유연석 지성 김유정 | 화정 밤을 걷는 선비 킬미힐미 & 그녀는 예뻤다 킬미힐미 & 그녀는 예뻤다 앵그리맘 여왕의 꽃 내 딸, 금사월 맨도롱또똣 킬미힐미 앵그리맘 |
| 미니시리즈 최우수 연기상                  | 지성 황정음                                                         | 킬미힐미 & 그녀는 예뻤다 |
| 미니시리즈 우수 연기상                    | 박서준 강소라                                                       | 킬미힐미 & 그녀는 예뻤다 맨도롱 또똣                                                                                                |
| 미니시리즈 베스트 조연상                  | 김희원 황석정                                                       | 앵그리맘 그녀는 예뻤다 |
| 특별기획 최우수 연기상                    | 정진영 전인화                                                       | 화려한 유혹 전설의 마녀 & 내 딸, 금사월                                                                                             |
| 특별기획 우수 연기상                      | 손창민 오현경                                                       | 내 딸, 금사월 전설의 마녀 |
| 특별기획 베스트 조연상                    | 김호진 김수미                                                       | 화려한 유혹 & 내 딸, 금사월 전설의 마녀                                                                                             |
| 연속극 최우수 연기상                      | 송창의 김정은                                                       | 여자를 울려 |
| 연속극 우수 연기상                        | 박영규 차화연                                                       | 엄마 |
| 연속극 베스트 조연상                      | 이문식 이보희                                                       | 엄마 압구정 백야 |
| 베스트 커플상                             | 지성 박서준                                                         | 킬미힐미 |
| 방송 3사 드라마 PD가 뽑은 올해의 연기자상 | 황정음                                                              | 킬미힐미 & 그녀는 예뻤다 |
| 아역상                                    | 양한열 갈소원                                                       | 그녀는 예뻤다 화려한 유혹 & 내 딸, 금사월                                                                                           |
| 네티즌 인기상                             | 박서준 황정음                                                       | 킬미힐미 & 그녀는 예뻤다 킬미힐미 & 그녀는 예뻤다                                                                                   |
| 신인상                                    | 윤현민 이유비 이수혁 강은탁 박하나 이성경                           | 내 딸, 금사월 밤을 걷는 선비 압구정 백야 여왕의 꽃                                                                                  |
| 올해의 작가상                             | 조성희 하청옥                                                       | 그녀는 예뻤다 여자를 울려 |
| 외화더빙 성우상                           | 정재헌                                                              | |

| 부문                     | 수상자                      | 출연작                                        |
| ------------------------ | --------------------------- | --------------------------------------------- |
| 올해의 드라마            | -                           | W                                             |
| 미니시리즈 최우수 연기상 | 이종석 한효주               | W                                             |
| 미니시리즈 우수 연기상   | 서인국 이성경               | 쇼핑왕 루이 역도요정 김복주                   |
| 미니시리즈 황금 연기상   | 김의성 임세미               | W 쇼핑왕 루이                                 |
| 특별기획 최우수 연기상   | 이서진 유이                 | 결혼계약                                      |
| 특별기획 우수 연기상     | 서하준 진세연               | 옥중화                                        |
| 특별기획 황금 연기상     | 정준호 이휘향               | 옥중화 결혼계약                               |
| 연속극 최우수 연기상     | 이상우 김소연               | 가화만사성                                    |
| 연속극 우수 연기상       | 손호준 임지연               | 불어라 미풍아                                 |
| 연속극 황금 연기상       | 이필모 김지호               | 가화만사성                                    |
| 베스트 커플상            | 이종석 한효주               | W                                             |
| 아역상                   | 구건민 정다빈               | 워킹 맘 육아 대디 옥중화                      |
| 신인상                   | 남주혁 류준열 남지현 조보아 | 역도요정 김복주 운빨로맨스 쇼핑왕 루이 몬스터 |
| 올해의 작가상            | 송재정                      | W                                             |
| 성우상                   | 최수진                      | 아하! 동물탐험대, CSI: 뉴욕                   |

| 부문                     | 수상자                    | 출연작                                                 |
| ------------------------ | ------------------------- | ------------------------------------------------------ |
| 올해의 드라마            | -                         | 역적 : 백성을 훔친 도적                                |
| 미니시리즈 최우수 연기상 | 유승호 하지원             | 군주 - 가면의 주인 병원선                              |
| 미니시리즈 우수 연기상   | 신성록 한선화             | 죽어야 사는 남자 자체발광 오피스                       |
| 미니시리즈 황금 연기상   | 오정세 김선경 장신영      | 미씽나인 군주 - 가면의 주인 자체발광 오피스            |
| 월화극 최우수 연기상     | 김지석 조정석 이하늬      | 20세기 소년소녀 투깝스 역적 : 백성을 훔친 도적         |
| 월화극 우수 연기상       | 김선호 채수빈             | 투깝스 역적 : 백성을 훔친 도적                         |
| 월화극 황금 연기상       | 정보석 서이숙             | 왕은 사랑한다 역적 : 백성을 훔친 도적                  |
| 주말극 최우수 연기상     | 장혁 이미숙               | 돈꽃                                                   |
| 주말극 우수 연기상       | 장승조 장희진             | 돈꽃 당신은 너무합니다                                 |
| 주말극 황금 연기상       | 안길강 신동미             | 도둑놈, 도둑님 아버님 제가 모실게요                    |
| 연속극 최우수 연기상     | 고세원 김미경             | 돌아온 복단지 행복을 주는 사람                         |
| 연속극 우수 연기상       | 강경준 송선미             | 별별 며느리 돌아온 복단지                              |
| 연속극 황금 연기상       | 안내상 송옥숙             | 황금주머니 행복을 주는 사람                            |
| 아역상                   | 이로운 남다름             | 역적 : 백성을 훔친 도적 왕은 사랑한다                  |
| 신인상                   | 김정현 김선호 서현 이선빈 | 역적 : 백성을 훔친 도적 투깝스 도둑놈, 도둑님 미씽나인 |
| 인기상                   | 엘 김소현                 | 군주 - 가면의 주인                                     |
| 올해의 작가상            | 황진영                    | 역적 : 백성을 훔친 도적                                |
| 최고의 악역상            | 최태준                    | 미씽나인                                               |
| 투혼 연기상              | 엘                        | 군주 - 가면의 주인                                     |
| 코믹 캐릭터상            | 정경호                    | 미씽나인                                               |

| 부문                             | 수상자                                                | 출연작 |
| -------------------------------- | ----------------------------------------------------- | --- |
| 시청자가 뽑은 올해의 드라마      | -                                                     | 내 뒤에 테리우스 |
| 드라마 PD가 뽑은 올해의 연기자상 | 허준호                                                | 이리와 안아줘 |
| 월화 미니시리즈 최우수 연기상    | 정재영 신하균 정유미                                  | 검법남녀 나쁜 형사 검법남녀                                                                                                  |
| 월화 미니시리즈 우수 연기상      | 우도환 문가영                                         | 위대한 유혹자 |
| 월화 미니시리즈 조연상           | 김재경                                                | 배드파파 |
| 수목 미니시리즈 최우수 연기상    | 소지섭 김선아                                         | 내 뒤에 테리우스 붉은 달 푸른 해                                                                                             |
| 수목 미니시리즈 우수 연기상      | 장기용 정인선                                         | 이리와 안아줘 내 뒤에 테리우스                                                                                               |
| 수목 미니시리즈 조연상           | 강기영                                                | 내 뒤에 테리우스 |
| 주말특별기획 최우수 연기상       | 김강우 채시라 이유리                                  | 데릴남편 오작두 이별이 떠났다 숨바꼭질                                                                                       |
| 주말특별기획 우수 연기상         | 정상훈 조보아                                         | 데릴남편 오작두 이별이 떠났다                                                                                                |
| 주말특별기획 조연상              | 정혜영                                                | 이별이 떠났다 |
| 연속극 최우수 연기상             | 연정훈 소유진                                         | 내사랑 치유기 |
| 연속극 우수 연기상               | 이규한 박준금                                         | 부잣집 아들 내사랑 치유기 |
| 연속극 조연상                    | 전노민                                                | 비밀과 거짓말 |
| 황금 연기상                      | 강부자 허준호                                         | 신과의 약속 이리와 안아줘 |
| 청소년 아역상                    | 김건우 류한비 신비 왕석현 신은수 옥예린 이나윤 조예린 | 내 뒤에 테리우스 이리와 안아줘 이별이 떠났다 신과의 약속 배드파파 내 뒤에 테리우스 손 꼭 잡고, 지는 석양을 바라보자 숨바꼭질 |
| 신인상                           | 김경남 이준영 오승아 이설                             | 이리와 안아줘 이별이 떠났다 비밀과 거짓말 나쁜 형사                                                                          |
| 올해의 작가상                    | 오지영                                                | 내 뒤에 테리우스 |

| 부문                               | 수상자               | 출연작                             |
| ---------------------------------- | -------------------- | ---------------------------------- |
| 시청자가 뽑은 올해의 드라마        | -                    | 어쩌다 발견한 하루                 |
| 월화/특별기획 드라마 최우수 연기상 | 김동욱 임지연        | 특별근로감독관 조장풍 웰컴2라이프  |
| 월화/특별기획 드라마 우수 연기상   | 오만석 박세영        | 검법남녀 2 특별근로감독관 조장풍   |
| 월화/특별기획 드라마 조연상        | 오대환               | 특별근로감독관 조장풍              |
| 수목 드라마 최우수 연기상          | 정해인 신세경 한지민 | 봄밤 신입사관 구해령 봄밤          |
| 수목 드라마 우수 연기상            | 차은우 김혜윤        | 신입사관 구해령 어쩌다 발견한 하루 |
| 수목 드라마 조연상                 | 이지훈               | 신입사관 구해령                    |
| 일일/주말 드라마 최우수 연기상     | 이상우 예지원        | 황금정원 두 번은 없다              |
| 일일/주말 드라마 우수 연기상       | 류수영 박세완        | 슬플 때 사랑한다 두 번은 없다      |
| 일일/주말 드라마 조연상            | 정시아               | 황금정원                           |
| 신스틸러상                         | 노민우               | 검법남녀 2                         |
| 최고의 1분 커플                    | 신세경 & 차은우      | 신입사관 구해령                    |
| 청소년 아역상                      | 이수아               | 웰컴2라이프                        |
| 신인상                             | 로운 이재욱 김혜윤   | 어쩌다 발견한 하루                 |
| 작가상                             | 김반디               | 특별근로감독관 조장풍              |

### 2020년대 연기대상
| 부문                                      | 수상자          | 출연작                                                      |
| ----------------------------------------- | --------------- | ----------------------------------------------------------- |
| 시청자가 뽑은 올해의 드라마               | -               | 꼰대인턴                                                    |
| 월화 미니시리즈/단막 드라마 최우수 연기상 | 신성록 남지현   | 카이로스 365: 운명을 거스르는 1년                           |
| 월화 미니시리즈/단막 드라마 우수 연기상   | 이준혁 남규리   | 365: 운명을 거스르는 1년 카이로스                           |
| 수목 미니시리즈 최우수 연기상             | 김응수 임수향   | 꼰대인턴 내가 가장 예뻤을 때                                |
| 수목 미니시리즈 우수 연기상               | 임주환 김슬기   | 더 게임: 0시를 향하여 & 나를 사랑한 스파이 그 남자의 기억법 |
| 조연상                                    | 이성욱 김선영   | 365: 운명을 거스르는 1년 꼰대인턴                           |
| 황금연기상                                | 심이영          | 찬란한 내 인생                                              |
| 신인상                                    | 안보현 김혜준   | 카이로스 십시일반                                           |
| 온라인 베스트 커플                        | 김동욱 & 문가영 | 그 남자의 기억법                                            |

| 부문                          | 수상자          | 출연작                             |
| ----------------------------- | --------------- | ---------------------------------- |
| 올해의 드라마상               | -               | 옷소매 붉은 끝동                   |
| 일일연속극 부문 최우수 연기상 | 차서원 엄현경   | 두 번째 남편                       |
| 미니시리즈 부문 최우수 연기상 | 이준호 이세영   | 옷소매 붉은 끝동                   |
| 미니시리즈 부문 우수 연기상   | 이상엽 장영남   | 미치지 않고서야 검은 태양          |
| 단막극 부문 우수 연기상       | 정문성 김환희   | 뫼비우스 : 검은 태양 목표가 생겼다 |
| 조연상                        | 김도현 장혜진   | 검은 태양 옷소매 붉은 끝동         |
| 신인상                        | 강훈 김지은     | 옷소매 붉은 끝동 검은 태양         |
| 베스트 커플상                 | 이준호 & 이세영 | 옷소매 붉은 끝동                   |
| 작가상                        | 정해리          | 옷소매 붉은 끝동                   |
| 공로상                        | 이덕화          | 옷소매 붉은 끝동                   |

| 부문                               | 수상자               | 출연작                              |
| ---------------------------------- | -------------------- | ----------------------------------- |
| 올해의 드라마상                    | -                    | 빅마우스                            |
| 일일/단막드라마 부문 최우수 연기상 | 박호산 이승연        | 멧돼지 사냥 비밀의 집               |
| 미니시리즈 부문 최우수 연기상      | 육성재 임윤아        | 금수저 빅마우스                     |
| 일일/단막드라마 부문 우수 연기상   | 서하준 최수영        | 비밀의 집 팬레터를 보내주세요       |
| 미니시리즈 부문 우수 연기상        | 김영대 박주현 이혜리 | 금혼령, 조선 혼인 금지령 일당백집사 |
| 조연상                             | 이창훈 예수정        | 트레이서 멧돼지 사냥                |
| 신인상                             | 이종원 연우 김민주   | 금수저 금혼령, 조선 혼인 금지령     |
| 베스트 커플상                      | 이종석 & 임윤아      | 빅마우스                            |
| 베스트 캐릭터상                    | 최원영               | 금수저                              |
| 공로상                             | 황금봉               | -                                   |

| 부문                          | 수상자                      | 출연작                                |
| ----------------------------- | --------------------------- | ------------------------------------- |
| 올해의 드라마상               | -                           | 연인                                  |
| 일일드라마 부문 최우수 연기상 | 김유석 장서희               | 하늘의 인연 마녀의 게임               |
| 미니시리즈 부문 최우수 연기상 | 우도환 안은진 이세영        | 조선변호사 연인 열녀박씨 계약결혼뎐   |
| 일일드라마 부문 우수 연기상   | 이현석 전혜연               | 마녀의 게임 하늘의 인연               |
| 미니시리즈 부문 우수 연기상   | 배인혁 박규영               | 열녀박씨 계약결혼뎐 오늘도 사랑스럽개 |
| 조연상                        | 최영우 차청화               | 연인 꼭두의 계절                      |
| 신인상                        | 김무준 김윤우 박정연 주현영 | 연인 열녀박씨 계약결혼뎐              |
| 베스트 커플상                 | 남궁민 & 안은진             | 연인                                  |
| 베스트 캐릭터상               | 김종태                      | 연인                                  |

| 부문                               | 수상자               | 출연작                                                              |
| ---------------------------------- | -------------------- | ------------------------------------------------------------------- |
| 올해의 드라마상                    | -                    | 수사반장 1958                                                       |
| 일일/단막드라마 부문 최우수 연기상 | 서준영 엄현경 오승아 | 용감무쌍 용수정 세 번째 결혼                                        |
| 미니시리즈 부문 최우수 연기상      | 유연석 이제훈 이하늬 | 지금 거신 전화는 수사반장 1958 밤에 피는 꽃                         |
| 일일/단막드라마 부문 우수 연기상   | 문지후 오세영        | 세 번째 결혼                                                        |
| 미니시리즈 부문 우수 연기상        | 이동휘 이종원 채수빈 | 수사반장 1958 밤에 피는 꽃 지금 거신 전화는                         |
| 조연상                             | 조재윤 김미경        | 밤에 피는 꽃 & 백설공주에게 죽음을-Black Out                        |
| 신인상                             | 이가섭 허남준 채원빈 | 백설공주에게 죽음을-Black Out 지금 거신 전화는 이토록 친밀한 배신자 |
| 베스트 커플상                      | 유연석 & 채수빈      | 지금 거신 전화는                                                    |
| 베스트 액터상                      | 변요한 김남주        | 백설공주에게 죽음을-Black Out 원더풀 월드                           |
| 베스트 캐릭터상                    | 정상훈 권해효        | 나는 돈가스가 싫어요 우리, 집 & 백설공주에게 죽음을-Black Out       |
| 공로상                             | 최불암               | -                                                                   |
| 특별감사패                         | 故 김수미            | -                                                                   |

## 진행자
| 순번 | 연도 | MC (진행자)            |
| ---- | ---- | ---------------------- |
| 1    | 1985 | 변웅전                 |
| 2    | 1986 | 이덕화, 송옥숙         |
| 3    | 1987 | 최불암                 |
| 4    | 1988 | 변웅전                 |
| 5    | 1989 | 변웅전, 백지연         |
| 6    | 1990 | 변웅전, 정보영         |
| 7    | 1991 | 한선교, 정보영         |
| 8    | 1992 | 차인태, 김은주         |
| 9    | 1993 | 한선교, 이경규         |
| 10   | 1994 | 이문세, 박소현         |
| 11   | 1995 | 이재룡, 신은경         |
| 12   | 1996 | 이수만, 허수경         |
| 13   | 1997 | 신동호, 채시라         |
| 14   | 1998 | 신동호, 김지수         |
| 15   | 1999 | 신동호, 김현주         |
| 16   | 2000 | 신동호, 황수정         |
| 17   | 2001 | 신동엽, 김남주         |
| 18   | 2002 | 박수홍, 성유리         |
| 19   | 2003 | 서경석, 성유리         |
| 20   | 2004 | 유재석, 김제동, 성유리 |
| 21   | 2005 | 박수홍, 정려원         |
| 22   | 2006 | 유재석, 한예슬         |
| 23   | 2007 | 신동엽, 현영           |
| 24   | 2008 | 신동엽, 한지혜         |
| 25   | 2009 | 이휘재, 박예진         |
| 26   | 2010 | 김용만, 이소연         |
| 27   | 2011 | 정준호, 이하늬         |
| 28   | 2012 | 김재원, 손담비         |
| 29   | 2013 | 이승기, 한지혜         |
| 30   | 2014 | 신동엽, 수영           |
| 31   | 2015 | 신동엽, 이성경         |
| 32   | 2016 | 김국진, 유이           |
| 33   | 2017 | 오상진, 김성령         |
| 34   | 2018 | 김용만, 서현           |
| 35   | 2019 | 김성주, 한혜진         |
| 36   | 2020 | 김성주                 |
| 37   | 2021 | 김성주                 |
| 38   | 2022 | 김성주, 수영           |
| 39   | 2023 | 김성주, 박규영         |
| 40   | 2024 | 김성주, 채수빈         |

## 뒷이야기 및 논란
- 배우 고두심은 1989년, 2004년, 2015년 (KBS), 1990년, 2004년 (MBC), 2000년 (SBS)에서 각각 연기대상을 수상하여 연기대상 최초 그랜드슬램 수상자로 기록되어 있다.
- 배우 김혜자는 1988년, 1992년, 1999년 수상, 고두심은 1990년, 2004년 수상, 김희애는 1991년, 1993년 수상, 채시라는 1994년, 1995년 수상, 이종석은 2016년, 2022년 수상, 남궁민은 2021년, 2023년 수상으로 MBC 연기대상 최다 수상자로 기록되어 있다.
- 배우 차인표는 본상으로 분류되는 신인연기상 - 우수연기상 - 최우수연기상 - 대상을 모두 수상한 적이 있다.
- 2004년 연기대상 시상식에서 드라마 《한강수 타령》의 저조한 시청률과 화제성, 연기력 등의 호평이 없는데도 불구하고 대상에 고두심을 비롯해, 남녀 최우수연기상에 최민수와 김혜수, 우수연기상에 김석훈과 김민선, 공로상에 최종수 PD 등 몰아주기 시상으로 공정성에 많은 비판이 쏟아지기도 했다.[15]
- 2008년 연기대상 사상 처음으로 대상을 두 배우가 공동수상하면서 논란이 일었으며[16][17] 2년 뒤인 2010년에도 공동수상이 일어나면서 비판을 받았다.[18][19]
- 2010년 연기대상에서 대상을 받은 한효주는 수상 당시 23살로 MBC 연기대상 역대 최연소 대상 수상자로 기록되어 있다.
- 2011년 연기대상은 그 동안 배우에게 대상을 주던 연기대상에서 작품에게 대상을 주는 드라마대상으로 바뀌었다. 이는 같은 해 MBC 방송연예대상에서 방송연예대상이 '최고의 프로그램'에게 대상을 주는 것으로 바꾸면서, 덩달아 연기대상까지 작품에게 주는 것으로 바뀌었다. 이로 인해 논란이 많았으며, 2012년부터 대상을 원래대로 배우에게 주는 것으로 바뀌었다.
- 2012년 연기대상은 동시간대 시청률 1위를 기록하며 좋은 연기력을 선보인 '마의' 조승우의 대상 수상 자체에는 이견이 없었으나, 유력한 대상 후보 중 한명이었던 '빛과 그림자'의 안재욱이 이 시상식에서 아무런 상도 타지 못한채 무관에 그치며 논란이 일었다.[20]
- 2013년 연기대상은 후보에 오른 연기자들이 대부분 참석을 하지 않아 반쪽짜리 시상식이라는 평을 받았다.[21] 이전의 연기대상에서 지적을 받은 공동 수상과 밀어주기 논란 등은 2013년 연기대상에서도 이어졌으며, 역사왜곡으로 논란이 일었던 드라마 《기황후》는 대상, 올해의 작가상 등 다수의 상을 수상하였는데, 총 50부작 방영 예정으로 시상식이 열리는 당시에는 기껏해야 18회 밖에 방송이 되지 않은 상태에서 시청률이나 공헌도 면에서 다른 작품보다 압도적이지도 않은 '《기황후》 밀어주기'라는 지적을 받았다. 더군다나 당시 몇몇 아이돌 출신의 배우들이 수상소감에서 비교적 불성실한 태도를 보인 것이 네티즌들의 많은 불만을 야기했다. 특히, 아이돌 출신 배우 S양의 소감을 보고있던 연기파 배우 J군이 불쾌한 표정으로 보고있었다는 점이 논란이 되어 S양의 수상소감이 실시간 검색순위에서 상위권에 오르는 등 큰 논란을 일으켰다. 이에 대해 S양의 소속사 측은 가수, 예능인이 아닌 배우로써의 첫 수상소감이라 서투른 부분이 있었다며 사과했고 J군 측은 자신이 지었던 표정은 오해라며 정정보도를 요청하기도 했다.[22]
- 2014년 연기대상부터는 수상자 선정에 있어서 기존의 심사와는 다르게 대상 후보는 MBC 드라마본부장, 드라마 평론가, 시청자위원회 위원, 탤런트협회 관계자, 촬영감독연합회 관계자, PD연합회 관계자, 대중문화 전문교수 등으로 구성된 심사자문위원단이 결정을 하고, 최종 수상자는 시청자들의 문자 투표 비율 100%로 결정되는 것이 발표되었다. 이에 대해 네티즌들과 언론에서는 MBC의 결정이 선뜻 이해하기 어렵다는 반응이었다. 이는 엄연히 인기상 부문이 있는데도 시청자 투표로 대상을 뽑는 의도가 분명치 않는다. 또한 전문가들의 심층적이고 날카로운 평가는 최종 선정 단계에선 전혀 반영되지 않는다는 것과, 더불어 팬들이 많고 투표에 적극적인 배우의 팬층일수록 대상 수상에 절대적으로 유리하게 된다. 그리고 드라마를 위해 땀방울을 쏟은 배우들의 사기 저하도 염려될 뿐만 아니라 아무리 연기를 잘해도 인기가 없으면 대상 받기가 어려워졌으며, 대상 트로피의 권위가 떨어질 우려가 있다는 이유이다.[23][24]
- 2017년 연기대상에서 역적에 출연한 배우들 대부분이 상을 받았으나 주연 배우인 윤균상만 상을 받지 못했는데 타 방송사 드라마 촬영 일정으로 인해 시상식에 불참을 해서 상을 받지 못했다는 논란이 있었다.[25]
- 2018년과 2019년 연기대상은 최우수 연기상 수상자가 자동으로 대상 후보가 되는 방식으로 진행되었다. 이에 따라 2018년 연기대상은 대상 수상자인 소지섭을 포함하여 최우수 연기자상 수상자만 무려 10명에게 수여됐으며[26] 2019년 연기대상은 대상 수상자인 김동욱을 포함하여 총 7명에게 최우수 연기자상이 수여됐다. 하지만 최우수 연기상 수상이 유력했던 배우들이 시상식장에 불참했다는 이유로 아무런 상도 타지 못한 채 무관에 그치는 경우가 발생하면서 수상자 선정에 대해 논란이 일었다.[27]
- 2020년 연기대상은 2시간 10분가량 생방송이 진행되면서 최근 진행된 연기대상 중 가장 짧은 방송 시간을 기록했으며 시상 부문도 이전에 비해 훨씬 많이 줄어들었다. 대상은 박해진이 수상했으며 베스트 커플상은 방송이 종료된 후 온라인으로 수상자를 발표하는 이색적인 상황까지 연출되었다.[28]
- 2021년 연기대상은 2시간 35분가량 생방송이 진행되었고, 편성 예정 시간보다 약 20분 빨리 종료됐다. 시상 부문은 작년에 비해 다소 늘었지만 배우들과의 인터뷰 등의 시간을 많이 줄였고 시상에만 집중한 탓에 예정보다 빨리 종료되었다. 대상은 남궁민이 수상했다. 한편, 이에 대해 남궁민이 방송 3사 그랜드슬램을 달성했다는 얘기도 오고 갔지만, MBC 연기대상 제작진 측이 자료를 잘못 조사해서 드러난 옥에 티로 판명나면서 논란이 일었다.[29]
- 2024년 연기대상은 시상식 전날 발생한 제주항공 2216편 활주로 이탈 사고의 여파로 인해 생방송이 아닌 녹화방송으로 대체됐으며,[30] 녹화본은 2025년 1월 5일에 방송된다.[31]

## 연기대상 경쟁 프로그램
- KBS 연기대상
- SBS 연기대상